# Episodi di One Piece (diciassettesima stagione)
Questa lista comprende la diciassettesima stagione della serie televisiva anime One Piece, prodotta da Toei Animation, diretta da Kōnosuke Uda e tratta dall'omonimo manga di Eiichirō Oda.
La diciassettesima stagione si intitola Saga di Dressrosa (ドレスローザ編?, Doresurōza hen) e raggruppa gli episodi dal 629 al 746. Gli episodi dal 747 al 750 sono speciali legati alla storia narrata nel film One Piece Gold - Il film, trasmessi per promuoverne l'uscita nei cinema giapponesi. Dopo la partenza dall'isola di Punk Hazard, la ciurma di Cappello di Paglia, in compagnia di Trafalgar Law, Momonosuke e Kin'emon, si dirige verso Dressrosa, terra governata da Donquijote Do Flamingo, membro della Flotta dei 7. La storia tratta le loro vicende sull'isola.
In Giappone i 122 episodi sono stati trasmessi su Fuji TV dal 19 gennaio 2014 al 17 luglio 2016. Tutti gli episodi sono disponibili sottotitolati in italiano su Crunchyroll. I primi due episodi doppiati in italiano sono stati proiettati al Lucca Comics & Games il 31 ottobre 2022, mentre la stagione completa in italiano è stata trasmessa su Italia 2 dal 16 novembre 2022 al 9 dicembre 2024.
Le sigle di apertura adottate sono Wake up! degli AAA, per gli episodi dal 629 al 686, Hard Knock Days dei Generations from Exile Tribe, per gli episodi dal 687 al 746, e We Can! (ウィーキャン!?) di Hiroshi Kitadani per i successivi.

## Lista episodi
| Nº  | Titolo italiano Giapponese 「Kanji」 - Rōmaji - Traduzione letterale | In onda           | In onda           |
| Nº  | Titolo italiano Giapponese 「Kanji」 - Rōmaji - Traduzione letterale | Giapponese        | Italiano          |
| 629 | Sconvolgente! Incredibili notizie scuotono il Nuovo Mondo 「激震! 新世界動かす大ニュース」 - Gekishin! Shin Sekai ugokasu dai-nyūsu – "Shock violento! Grandi notizie che scuotono il Nuovo Mondo" | 19 gennaio 2014   | 16 novembre 2022  |
| 629 | Mentre la popolazione mondiale resta sbalordita dalle notizie sulle alleanze fra pirati nel Nuovo Mondo, Law comunica a Do Flamingo dove e quando verrà rilasciato Caesar; l'ex-membro della Flotta dei 7, approfittando della chiamata, dice a Rufy che possiede qualcosa che lui vorrà sicuramente. Mentre la navigazione prosegue, Law spiega che la consegna è un diversivo per distruggere la fabbrica di Smile. Kin'emon, intanto, racconta che lui e Momonosuke erano diretti sull'isola di Zo insieme ad altri due samurai; naufragati su Dressrosa e braccati dal Clan di Donquijote, suo figlio si era per errore imbarcato sulla nave diretta a Punk Hazard e lui era riuscito a seguirlo grazie a Kanjuro, uno dei suoi compagni, che aveva trattenuto i nemici; terminato il racconto, Law afferma che anche lui intende dirigersi a Zo per ritrovare la sua ciurma. Al Quartier Generale della Marina, Brandnew si dimostra preoccupato del fatto che la Flotta dei 7, a cui si è aggiunto anche Bagy, perda un membro e un altro necessiti di essere espulso, ma Sakazuki lo rassicura dicendo di avere già inviato Fujitora a investigare. A Dressrosa, Trébol, un sottoposto di Do Flamingo, gli consegna il frutto del diavolo Foco Foco appartenuto a Portuguese D. Ace: Do Flamingo lo affida, quindi, a un altro dei suoi sottoposti, Diamante, sicuro che Rufy farà di tutto per ottenerlo. Nel frattempo, la Thousand Sunny giunge nei pressi di Dressrosa. |                   |                   |
| 630 | Dressrosa! Il paese dell'amore e della passione 「冒険! 愛と情熱の国ドレスローザ」 - Bōken! Ai to jōnetsu no kuni Doresurōza – "Avventura! Il paese dell'amore e della passione, Dressrosa" | 26 gennaio 2014   | 16 novembre 2022  |
| 630 | Sbarcati su Dressrosa, Law consegna a Nami una Vivre Card che punta su Zo, dicendole di dirigersi lì se qualcosa dovesse andare storto. Successivamente, la ciurma viene divisa in gruppi: Law, Usop e Robin attraverseranno l'isola per consegnare Caesar a Do Flamingo su Green Bit; Chopper, Nami, Momonosuke e Brook rimangono a difendere la Sunny mentre gli altri (Rufy, Zoro, Kin'emon, Franky e Sanji che dovrebbe, invece, rimanere sulla Sunny) devono distruggere la fabbrica di Smile e salvare Kanjuro. Quest'ultimo gruppo, giunto nella città portuale di Acacia, nota subito le principali caratteristiche dell'isola, prima tra tutte il fatto che accanto ai normali esseri umani vivono dei giocattoli animati. I cinque, dopo essersi camuffati, si dirigono in un ristorante e Zoro incrocia un misterioso uomo non vedente che gli chiede delle indicazioni: questi, entrato nel ristorante, riesce incredibilmente a vincere una fortuna alla roulette finché alcuni brutti ceffi cominciano a ingannarlo. |                   |                   |
| 631 | Un vortice di avventure - Il Colosseo delle corride 「熱狂渦巻く コリーダコロシアム」 - Nekkyō uzumaku - Korīda Koroshiamu – "Vorticosa follia - Il Colosseo delle corride" | 2 febbraio 2014   | 16 novembre 2022  |
| 631 | Rufy interviene sbugiardando i sottoposti di Do Flamingo che stavano imbrogliando l'uomo cieco: questi ringrazia il pirata e li sconfigge facendoli sprofondare in una voragine da lui creata. Dopo che l'uomo esce dal ristorante, alcuni clienti si accorgono di essere stati derubati: un giocattolo afferma che è stata opera delle fate che vivono sull'isola. Zoro si accorge che gli è stata sottratta la Shusui, ma scorge qualcuno che sta scappando con essa e si getta all'inseguimento, seguito da Sanji e Kin'emon, che però li perde di vista poco dopo. Franky e Rufy, nel frattempo, interrogano il capo del gruppo di banditi e scoprono che in quel giorno tutti i principali esponenti della ciurma di Do Flamingo si ritroveranno al Colosseo della città dove sta per iniziare un torneo con in palio il frutto Foco Foco di Ace. |                   |                   |
| 632 | Un amore pericoloso - Violet, la ballerina 「危険な恋 踊り娘ヴァイオレット」 - Kiken na koi - Odoriko Vaioretto – "Amore pericoloso - La ragazza danzante, Violet" | 9 febbraio 2014   | 23 novembre 2022  |
| 632 | Rufy afferma di volere ottenere il frutto Foco Foco e col benestare di Franky si dirigono al Colosseo. Sanji, all'inseguimento di Zoro, a sua volta a caccia del ladro della Shusui, viene avvicinato da Violet, una bellissima ballerina di flamenco che gli chiede di aiutarla a uccidere una persona. Kin'emon, che è ancora alla ricerca di Kanjuro, viene identificato da alcuni individui. Rufy e Franky, infine, dopo essere giunti al Colosseo, incontrano uno strano soldatino giocattolo e il capitano decide di iscriversi alla competizione. |                   |                   |
| 633 | Lucy! Il guerriero sconosciuto 「最強の無名戦士! ルーシー登場」 - Saikyō no mumei senshi! Rūshī tōjō – "Il più potente guerriero sconosciuto! Appare Lucy" | 16 febbraio 2014  | 23 novembre 2022  |
| 633 | Rufy, su consiglio di Franky, si iscrive alla competizione usando lo pseudonimo "Lucy"; successivamente, il cyborg chiede alcune informazioni su Do Flamingo e la fabbrica al soldatino zoppo, che legge con apprensione che una certa Rebecca parteciperà al torneo. Rufy, condotto nella sala comune dei lottatori, viene attaccato da Spartan, un esperto gladiatore, che gli intima di andarsene: il pirata lo sconfigge con grande facilità, suscitando l'attenzione di molti presenti. Gatz, il commentatore, spiega che i partecipanti inizialmente si affronteranno, divisi in quattro blocchi, in una battle royal da cui emergeranno i quattro finalisti, dando inizio al blocco A. Nel frattempo, dopo essersi armato di tutto punto solo per sfizio, Rufy viene avvicinato da Cavendish, un pirata molto famoso, che gli dice che sarà lui a vincere il torneo. |                   |                   |
| 634 | Il lord pirata Cavendish 「海賊貴公子 キャベンディッシュ」 - Kaizoku kikōshi Kyabendisshu – "Il principe pirata Cavendish" | 23 febbraio 2014  | 23 novembre 2022  |
| 634 | Cavendish afferma di volere uccidere tutte le undici supernove in quanto lo hanno privato dell'attenzione mediatica di cui godeva dopo essere entrato, tre anni prima, nel Nuovo Mondo. Poco dopo, ammirando la statua del gladiatore Kyros, Rufy incontra Rebecca, una giovane e bella gladiatrice invisa a molti concorrenti, che lo ringrazia per avere sconfitto Spartan e gli racconta la storia del leggendario gladiatore ritratto nella statua lasciandosi sfuggire che vuole vincere il frutto Foco Foco per vendicarsi di Do Flamingo. Nel frattempo, il primo round nel Blocco A finisce: il vincitore è Jesus Burgess, comandante della prima flotta della ciurma di Barbanera; finito l'incontro Franky si allontana per cercare la fabbrica, seguito dal soldatino zoppo. L'uomo cieco incontrato al ristorante si rivela essere l'ammiraglio Issho, detto Fujitora, che dà inizio a un'operazione su Green Bit mentre il vice ammiraglio Maynard, sotto copertura nel torneo, si sbarazza di Gambia, sottoposto di Bartolomeo. Rufy, intanto, viene avvicinato da Bellamy. |                   |                   |
| 635 | Iena Bellamy - Un incontro voluto dal destino 「運命の再会 ハイエナのベラミー」 - Unmei no saikai - Haiena no Beramī – "La riunione del destino - Bellamy la iena" | 2 marzo 2014      | 30 novembre 2022  |
| 635 | Bellamy dice a Rufy di non essere più l'uomo che era un tempo e di non avere più rancore nei suoi confronti; afferma inoltre di essere stato su Skypiea, dopo avere perso la sua ciurma, e di voler vincere il torneo per guadagnarsi le grazie di Do Flamingo. Nel frattempo, Law e gli altri vengono a sapere che il ponte che collega Dressrosa e Green Bit è inutilizzato ormai da duecento anni in quanto, in quel tratto di mare, si è stabilito un banco di feroci pesci combattenti; il gruppo, poi, avvista anche il CP0, il più potente tra i servizi segreti. Zoro riesce finalmente a recuperare la sua spada e vede in faccia il ladro. Kin'emon viene avvicinato e minacciato da un gruppo di uomini che gli dicono di sapere dov'è Kanjuro. Sulla Sunny, Chopper e gli altri, dopo avere sentito un rumore, scoprono uno strano fenomeno nella stanza dei ragazzi. Al Colosseo inizia la battaglia del Blocco B e, poco prima dell'inizio, Bartolomeo sconfigge Maynard, vendicando Gambia. |                   |                   |
| 636 | Una Supernova! Bartolomeo il cannibale 「超新星! 人食いのバルトロメオ」 - Chōshinsei! Hitokui no Barutoromeo – "Supernova! Bartolomeo il cannibale" | 16 marzo 2014     | 30 novembre 2022  |
| 636 | Rufy e Cavendish osservano il combattimento nel Blocco B appena cominciato. Dagama, stratega del regno di Prodence, protegge con altri uomini da lui pagati il suo re Elizabello II, permettendogli di concentrarsi per poter poi scagliare il suo famigerato King Punch, un pugno talmente potente che si dice possa abbattere anche uno dei quattro imperatori. Rufy e Cavendish, dopo aver notato la forza del misterioso gladiatore Ricky, vengono avvicinati da un uomo anziano che, riconoscendo il pirata cappello di paglia e chiamandolo per nome, gli dice che Garp una volta quasi lo uccise e che sin da allora ha giurato di vendicarsi sul marine e sui suoi discendenti. |                   |                   |
| 637 | Rivalità tra guerrieri! Blocco B ad alta tensione! 「群雄割拠! 白熱のBブロック!」 - Gun'yū-kakkyo! Hakunetsu no Bī Burokku! – "Rivalità tra guerrieri! Il Blocco B infuocato!" | 23 marzo 2014     | 30 novembre 2022  |
| 637 | Don Chinjao attacca Rufy e Cavendish, frappostosi perché vuole essere lui a uccidere Cappello di Paglia, ma viene fermato dai nipoti Boo e Sai, che gli ricordano che rischia la squalifica e di attendere di affrontarlo nel Blocco C. Nel frattempo, gli scontri del Blocco B continuano e diversi personaggi si mettono in mostra per la loro forza, come l'uomo-pesce Hack, il gladiatore Ricky, i due criminali Abdullah e Jeet, il membro della tribù Gambe-Lunghe Blue Gilly e Bellamy. Bartolomeo, rimasto fuori dagli scontri, viene attaccato da Hack, ma l'attacco dell'uomo-pesce gli si ritorce inspiegabilmente contro. |                   |                   |
| 638 | Colpo mortale! Il portentoso King Punch 「一撃必殺! 驚異のキング・パンチ」 - Ichigeki-hissatsu! Kyōi no kingu panchi – "Un colpo letale! Lo sbalorditivo pugno del re" | 30 marzo 2014     | 7 dicembre 2022   |
| 638 | Hack viene definitivamente sconfitto da Bartolomeo mentre Blue Gilly sconfigge Ricky; il membro della tribù Gambe-Lunghe comincia poi a eliminare gli uomini assoldati da Dagama, in accordo con quest'ultimo, per poi eliminare proprio il tattico del Regno di Prodence. Nel frattempo, Bellamy comincia ad attaccare Bartolomeo, ma ogni suo attacco gli si ritorce contro. Elizabello II, infine, ultimata la sua preparazione scaglia il devastante King Punch: tutti i combattenti sembrano sconfitti, ma Bartolomeo, grazie al potere del suo frutto Bari Bari, prima resiste indenne al colpo per poi sconfiggere Elizabello II vincendo il Blocco B. Il soldatino zoppo, infine, confessa a Franky di far parte anch'egli di un gruppo che vuole eliminare Do Flamingo e che, prima di distruggere la fabbrica del SAD, devono salvare i lavoratori; poi passa a narrargli la travagliata storia di Dressrosa. |                   |                   |
| 639 | L'attacco dei pesci guerriero! Il mortale ponte di ferro 「闘魚襲来! 死の鉄橋を突破せよ」 - Tōgyo shūrai! Shi no tekkyō o toppa seyo – "L'attacco dei pesci combattenti! Attraverso il letale ponte di ferro" | 6 aprile 2014     | 7 dicembre 2022   |
| 639 | Rufy incontra Bellamy mentre viene trasportato in infermeria e Bartolomeo sente quest'ultimo chiamarlo "Cappello di Paglia". Nel frattempo, Law, Robin, Usop e Caesar cominciano ad attraversare il ponte che porta a Green Bit: il gruppo viene attaccato dal banco di pesci combattenti che abita la zona, ma i quattro riescono a sconfiggerlo, anche perché alcune misteriose voci catturano una delle bestie; grazie ai poteri dello scienziato, tenuto in scacco dadal membro della flotta dei sette, i quattro raggiungono Green Bit, caratterizzata da una foresta con piante gigantesche. Sanji, intanto, dopo aver sconfitto gli uomini che Violet gli aveva indicato, viene ammanettato dalla ragazza. |                   |                   |
| 640 | All'avventura! Green Bit, l'isola dei folletti 「冒険! 妖精の島グリーンビット」 - Bōken! Yōsei no shima Gurīn Bitto – "Avventura! L'isola delle fate, Green Bit" | 13 aprile 2014    | 7 dicembre 2022   |
| 640 | Robin, Usop, Caesar e Law notano una nave della Marina arenata su Green Bit: il membro della Flotta dei 7 ordina, quindi, ai due pirati di esplorare la foresta e fornire copertura durante lo scambio. I due si imbattono, così, in un gruppo di marine che viene messo in fuga da piccole e velocissime creature: Robin, grazie ai suoi poteri, riesce ad agguantarne una e si rende conto che è un nano. Zoro, intanto, ha scoperto che la misteriosa "fata" è una nana di nome Wicca che gli rivela che il Clan di Donquijote intende attaccare la Sunny e che deve riferirlo al suo comandante: il pirata accetta, quindi, di accompagnarla al campo dei fiori, così che poi lei lo conduca alla nave. Sanji, intanto, scopre che Violet è un'assassina del Clan di Donquijote e viene malmenato dai suoi scagnozzi: quando la ragazza, grazie ai suoi poteri, cerca di leggergli nella mente, rimane sconcertata da cosa il pirata stia pensando in quel momento. Sanji, infatti, continua a sostenere che Violet sia una vittima e che sia costretta a comportarsi così poiché non dubiterà mai delle lacrime di una donna. |                   |                   |
| 641 | Un mondo sconosciuto - Il regno di Tontatta 「知られざる世界 トンタッタ王国」 - Shirarezaru sekai - Tontatta Ōkoku – "Il mondo sconosciuto - Il Regno Tontatta" | 20 aprile 2014    | 14 dicembre 2022  |
| 641 | Violet, commossa dal credo di Sanji, sconfigge i suoi stessi scagnozzi e, dopo avere liberato il cuoco, gli mostra grazie ai suoi poteri cosa sta accadendo a Dressrosa. Al Colosseo è tutto pronto per l'inizio del Blocco C mentre Rebecca, dalla sala dei gladiatori, ha uno scambio di battute con il soldatino zoppo in cui ognuno di loro dimostra di volere proteggere l'altro. Il soldatino si allontana, quindi, con Franky. Robin e Usop, nel frattempo, vengono catturati dai nani della tribù Tontatta, ma il pirata, facendo leva sull'ingenuità dei loro rapitori, riesce a convincerli di essere un eroe. Sanji, intanto, avverte Law, poco prima dello scambio, di andarsene subito da Green Bit. |                   |                   |
| 642 | La mossa di Do Flamingo - L'inganno del secolo! 「世紀の謀略 ドフラミンゴ動く」 - Seiki no bōryaku - Dofuramingo ugoku – "Lo schema del secolo - Do Flamingo si muove" | 27 aprile 2014    | 14 dicembre 2022  |
| 642 | Sanji, in fuga con Violet, comunica a Law ciò che ha scoperto grazie ai poteri della ragazza: la notizia che Do Flamingo ha abbandonato il posto di membro della Flotta dei 7 è, in realtà, falsa e fa parte del piano architettato dal re di Dressrosa e il CP-0. Robin, grazie ai suoi poteri, comunica a Law la situazione in cui si trovano lei e Usop, subito prima che sulla spiaggia giungano i marine guidati da Fujitora, informato da Akainu della notizia falsa, e Do Flamingo. Nel frattempo, al Colosseo inizia la battaglia del Blocco C e Rufy, pur tentando di mantenere segreta la sua vera identità, viene comunque notato. Law, mentre il mondo intero viene a conoscenza della verità grazie a un'edizione speciale del giornale, ricordandosi delle parole di Vergo, arriva alla conclusione che Do Flamingo ha dei legami con i Draghi Celesti. |                   |                   |
| 643 | Cielo e terra tremano! Il vero potere dell'ammiraglio Fujitora 「天地ゆるがす! 大将藤虎の実力」 - Tenchi yurugasu! Taishō Fujitora no jitsuryoku – "Il cielo e la terra tremano! Il potere dell'Ammiraglio Fujitora" | 4 maggio 2014     | 14 dicembre 2022  |
| 643 | Fujitora, appurata la colpevolezza di Law in merito alla sua alleanza con la ciurma di Cappello di Paglia, decide di spogliarlo del suo titolo di membro della Flotta e passa all'attacco scagliando sulla baia di Green Bit, grazie ai suoi poteri, un meteorite. Nel frattempo, Franky e Sanji si aggiornano sulle novità tramite lumacofono; Violet, accortasi di essere seguita dai suoi scagnozzi, consegna al cuoco una mappa che conduce alla fabbrica segreta e si allontana. Sanji viene raggiunto da Kin'emon e insieme decidono di dirigersi alla fabbrica, dove il samurai ipotizza si trovi Kanjuro. Al Colosseo, Rufy addomestica grazie all'Ambizione un feroce toro combattente e gli salta in groppa. Intanto, nel Regno Tontatta, Robin viene a sapere che Usop si è spacciato per un discendente di Noland, considerato un eroe dai nani, in quanto in passato aiutò il loro popolo. Gli stessi nani, che vedono il ritorno di un eroe come un segno del destino, chiedono a Usop di guidarli nell'imminente battaglia contro Do Flamingo e i suoi sottoposti. |                   |                   |
| 644 | Scontro violento! Il gigante contro Lucy 「怒りの一撃! 巨人VSルーシー」 - Ikari no ichigeki! Kyojin VS Rūshī – "Un colpo rabbioso! Il gigante contro Lucy" | 11 maggio 2014    | 21 dicembre 2022  |
| 644 | Nami, Momonosuke, Chopper e Brook scoprono che lo strano fenomeno che si sta verificando sulla Sunny è opera di Jora, una sottoposta di Do Flamingo col potere di trasformare tutto ciò che colpisce in arte, inviata sulla nave per rapire il figlio di Kin'emon; la donna usa i suoi poteri anche sui quattro, che tentano invano di attirarla lontano dalla nave usando il Waver e il sottomarino, e infine sull'intera Sunny. Al Colosseo, Ricky si rifiuta di togliersi la maschera per farsi curare e, dopo avere riconosciuto Rebecca, se ne va mentre Bellamy riceve da Diamante l'offerta di Do Flamingo: uccidere Rufy per diventare a tutti gli effetti un membro della sua ciurma. Bartolomeo spiega a Cavendish di avere un profondo legame con Lucy mentre questi sconfigge con un solo colpo il gigante Hajrudin, reo di avere sconfitto a sua volta il toro che cavalcava. |                   |                   |
| 645 | Il cannone distruttore! Lucy in pericolo 「破壊砲炸裂! ルーシー危機一髪」 - Hakai-hō sakuretsu! Rūshī kiki-ippatsu – "Esplode il distruttivo cannone! Lucy nei guai" | 18 maggio 2014    | 21 dicembre 2022  |
| 645 | Ideo, un pugile del Nuovo Mondo capace di creare potenti esplosioni grazie ai suoi poderosi pugni, scaglia fuori dal ring l'incosciente Hajrudin e quindi si prepara ad affrontare Rufy. Nel frattempo, Zoro e Wicca, nonostante il continuo sbagliare strada dello spadaccino, continuano a dirigersi verso il campo di fiori mentre, a Green Bit, Law si ritrova a combattere da solo contro Fujitora e Do Flamingo cercando riparo nella foresta dell'isola. Nel Blocco C, intanto, i tre membri della marina Happo Sai, Boo e Don Chinjao mostrano la potente arte marziale dell'Hasshouken e di sapere usare l'Ambizione. Nonostante ciò, Boo viene sconfitto dai fratelli Funk, mentre il cacciatore di taglie Jean Ango riconosce Rufy e si appropria del suo elmo, approfittando del suo scontro con Ideo. |                   |                   |
| 646 | Don Chinjao - Il pirata leggendario! 「伝説の海賊 首領・チンジャオ!」 - Densetsu no kaizoku - Don Chinjao! – "Il leggendario pirata - Don Chinjao!" | 25 maggio 2014    | 21 dicembre 2022  |
| 646 | Mentre Rufy cerca di recuperare il suo elmo da Jean Ango e contemporaneamente di evitare Chinjao, i fratelli Funk, uniti grazie al potere di Kerry, vengono sconfitti da Sai. Nel frattempo, Nami e gli altri sconfiggono i sottoposti di Jora nel tentativo di recuperare la Sunny. Al colosseo, Jean Ango viene sconfitto da Don Chinjao e Rufy recupera il suo elmo mentre Ideo e Sai cominciano a combattere. Deciso a combattere, Rufy affronta Don Chinjao: i due eliminano facilmente Ideo e Sai, che intralciavano il loro scontro, e l'impatto tra le loro due Ambizioni Haou-shoku è talmente forte da spazzare via tutti gli altri concorrenti del Blocco C. |                   |                   |
| 647 | Luci e ombre - Il lato oscuro di Dressrosa! 「光と影 ドレスローザに潜む闇!」 - Hikari to kage - Doresurōza ni hisomu yami! – "Luce ed ombra - L'oscurità nascosta di Dressrosa!" | 1º giugno 2014    | 28 dicembre 2022  |
| 647 | Rufy e Chinjao cominciano a combattere, mentre quest'ultimo scoppia ripetutamente a piangere per il ricordo di quello che gli fece trent'anni prima Garp. Sanji e Kin'emon, diretti verso la fabbrica, notano molti marine guidati da Bastille in attesa di catturare i criminali in uscita dal Colosseo dopo la sconfitta al torneo. Il soldatino zoppo spiega a Franky che Do Flamingo, sin dal suo insediamento, ha imposto il coprifuoco a mezzanotte ed ha proibito a umani e giocattoli di entrare gli uni nelle case degli altri; in seguito a una scena a cui assistono, il soldatino gli spiega che tutti i giocattoli di Dressrosa erano precedentemente degli umani, trasformati a causa del potere di un sottoposto di Do Flamingo che, per di più, ha eliminato ogni ricordo di loro dalla mente delle persone che conoscevano. Mentre Law cerca inutilmente di mettersi in contatto con Nami, i nani spiegano a Usop di voler distruggere la fabbrica di Do Flamingo, che si trova sotto il Colosseo, per liberare i loro compagni ivi detenuti, fra cui la loro principessa. |                   |                   |
| 648 | All'attacco! - Il leggendario eroe Usoland 「出撃 伝説のヒーローウソランド」 - Shutsugeki - Densetsu no hīrō Usorando – "Sortita - Il leggendario eroe, Usoland" | 8 giugno 2014     | 28 dicembre 2022  |
| 648 | Leo conduce Robin e Usop al passaggio sotterraneo che collega Green Bit e Dressrosa e i tre, assieme all'"aviazione" della tribù, partono per andare a salvare i loro compagni; nel tragitto Gancho, leader della tribù, spiega ai due pirati la lotta contro la famiglia Donquijote risale a 900 anni prima. Intanto, Franky e il soldato arrivano al campo dei fiori e, quindi, al quartier generale sotterraneo dell'armata anti-Do Flamingo dove il cyborg ritrova Zoro intento ad assistere al combattimento di Rufy e i due vengono a conoscenza della bugia di Usop. Law, infine, braccato da Do Flamingo, ordina a Chopper e gli altri di portare la nave a Green Bit avendo intenzione di consegnare loro Caesar, ma questi sono ancora alle prese con Jora. |                   |                   |
| 649 | Fine di una feroce battaglia - Lucy vs Chinjao 「激戦決着 ルーシーVSチンジャオ」 - Gekisen ketchaku - Rūshī VS Chinjao – "La conclusione della feroce battaglia - Lucy contro Chinjao" | 15 giugno 2014    | 28 dicembre 2022  |
| 649 | Chinjao racconta che trent'anni prima la sua testa era caratterizzata da una protuberanza che le dava una forza incredibile e ciò gli permetteva di spaccare il ghiaccio del continente sotto il quale era conservato il tesoro del suo clan. Scontratosi con Garp, un pugno del marine gli appiattì letteralmente il cranio facendogli perdere gran parte della sua forza e impedendogli di accedere di nuovo al suo tesoro: Chinjao lasciò così la pirateria e giurò di vendicarsi contro Garp e i suoi discendenti. Concluso il racconto, Rufy e Chinjao riprendono il loro combattimento e, alla fine, il giovane pirata riesce a colpire la testa dell'avversario con tale forza da renderla di nuovo appuntita mettendolo fuori combattimento e vincendo il Blocco C. |                   |                   |
| 650 | Rebecca la predestinata 「ルフィと宿命の剣闘士レベッカ」 - Rufi to shukumei no ken tōshi Rebekka – "Rufy e la gladiatrice predestinata Rebecca" | 22 giugno 2014    | 4 gennaio 2023    |
| 650 | Rufy, rientrando nella sala dei gladiatori, viene attaccato di nuovo da Cavendish che lo chiama "Cappello di Paglia" a gran voce; uno dei combattenti commenta con derisione come abbia fallito nel salvare suo fratello a Marineford, venendo subito messo a tacere da Bartolomeo: questi, infatti, si dichiara un grande ammiratore di Rufy e dei suoi compagni sin da quando a Rogue Town assistette al fulmine che salvò il pirata da Bagy sul patibolo dove fu giustiziato Roger. Ispirato da quell'evento diventò un pirata e un grande ammiratore di Rufy, sostenendo che sarà colui che diverrà il Re dei pirati. Nel frattempo, Chinjao interviene per ringraziare Rufy per avergli restituito la protuberanza sulla sua testa, ma viene frainteso e lo mette in fuga; Rufy viene così avvicinato dalla gladiatrice Rebecca e i due, fuggendo, incrociano Burgess che sta parlando con un lumacofono al suo capitano a proposito di Aokiji. Barbanera istiga Rufy che afferma che non permetterà loro di prendere il frutto di Ace, quindi si allontana con Rebecca. La gladiatrice compra del cibo per sfamare il pirata, guadagnandosi la sua riconoscenza, e lo conduce dove vengono tenuti incarcerati i gladiatori sconfitti; questi ultimi bloccano Rufy per permettere alla gladiatrice di ucciderlo, ma il pirata sconfigge facilmente Rebecca, apprendendo poi di come Do Flamingo abbia trasformato i suoi oppositori in gladiatori prigionieri con il solo scopo di far divertire il pubblico. Rufy perdona Rebecca per avergli comprato del cibo, e la ragazza afferma di volere ottenere il frutto Foco Foco per uccidere Do Flamingo e per proteggere il soldatino che finora l'ha protetta, e che intende farlo il giorno stesso. |                   |                   |
| 651 | Ti proteggerò per sempre - Rebecca e il soldatino 「守り抜く! レベッカとおもちゃの兵隊」 - Mamorinuku! Rebekka to omocha no heitai – "Proteggere la sua lei fino alla fine! Rebecca ed il soldato giocattolo" | 29 giugno 2014    | 4 gennaio 2023    |
| 651 | Rebecca spiega a Rufy che il soldatino zoppo è come un padre per lei in quanto l'ha cresciuta dopo che perse sua madre. Nel frattempo, la battaglia del blocco D sta per iniziare e la gladiatrice, mentre si reca sul ring, ricorda i tragici momenti del colpo di stato di Do Flamingo, la morte della madre e di come il soldatino l'abbia protetta negli anni insegnandole anche come difendersi. Giunta sul ring, Rebecca viene osteggiata da tutti gli spettatori e un gladiatore spiega a Rufy che tale astio è dovuto al fatto che la ragazza è la nipote del precedente re di Dressrosa, a sua volta odiato da tutta la popolazione. |                   |                   |
| 652 | Una battaglia spietata - Inizia lo scontro del blocco D 「最後の超激戦区 Dブロック開戦」 - Saigo no chō gekisen ku - D Burokku kaisen – "Il campo di battaglia finale - Inizia la battaglia del Blocco D" | 6 luglio 2014     | 4 gennaio 2023    |
| 652 | Cavendish giunge sul ring, rimproverando gli spettatori che insultano Rebecca, sostenendo che persone che non hanno il coraggio di affrontarla in combattimento non hanno il diritto di osteggiarla dagli spalti. Law, intanto, viene catturato da Do Flamingo e Fujitora, poiché quest'ultimo intende arrestarlo; il re di Dressrosa si riappropria del cuore di Caesar, e decide di raccontargli del suo legame con i Draghi Celesti. Nel frattempo, Robin, Usop e i Tontatta raggiungono la base dell'esercito Riku dove trovano Franky, il soldatino zoppo e gli altri, con cui si apprestano a mettere in moto il piano per sconfiggere Do Flamingo. Intanto, Zoro e Wicca si ritrovano con Sanji e Kin'emon, venendo poi raggiunti da Violet che li informa che la Sunny è stata sequestrata da Jora ed è diretta a Green Bit. Nel frattempo, il blocco D è iniziato e Rebecca dà prova della sua abilità, sconfiggendo diversi avversari senza ferirli, evitando i loro colpi e gettandoli fuori dal ring. |                   |                   |
| 653 | Scontro decisivo! Jora vs la ciurma di Cappello di Paglia 「決戦! ジョーラVS麦わらの一味」 - Kessen! Jōra VS Mugiwara no ichimi – "Battaglia decisiva! Jora contro la ciurma di Cappello di Paglia" | 13 luglio 2014    | 11 gennaio 2023   |
| 653 | Do Flamingo spiega a Law che 800 anni prima venti re di altrettante nazioni fondarono quello che oggi è il Governo mondiale e che successivamente si trasferirono a Marijoa (tranne la famiglia Nefertari di Alabasta); i discendenti di essi sono gli attuali Draghi Celesti mentre i diciannove regni elessero nuove famiglie reali: Dressrosa divenne quindi il regno della famiglia Riku mentre la precedente famiglia regnante erano i Donquijote. Brook, intanto, fingendo di volersi alleare con Jora, riesce a colpirla e annullare gli effetti dei suoi poteri. Nel frattempo, mentre Zoro e Kin'emon cercano un modo per entrare nel Colosseo, Bartolomeo dall'interno riconosce il pirata. Mentre Baby 5 e Gladius, un sottoposto di Pica, discutono del tradimento di Violet, Jora si riprende e usa la sua tecnica più potente. Nonostante ciò, Nami, Chopper, Momonosuke e Brook riescono a sconfiggerla anche grazie al Cannone Gaon. |                   |                   |
| 654 | Una spada straordinaria! Cavendish, il Cavallo Bianco! 「美剣! 白馬のキャベンディッシュ」 - Biken! Hakuba no Kyabendisshu – "La lama della bellezza! Cavendish del Cavallo Bianco" | 20 luglio 2014    | 11 gennaio 2023   |
| 654 | Jora rivela a Nami e gli altri che Do Flamingo ha solo finto di avere lasciato la Flotta dei 7 mentre la battaglia nel blocco D entra nel vivo. Do Flamingo dice a Law di non essere più un Drago Celeste per poi scoprire che il presunto cuore di Caesar appartiene, in realtà, a uno degli uomini di Fujitora: il membro della flotta dei sette ne approfitta, quindi, per fuggire assieme allo scienziato mentre la Sunny viene attaccata da alcuni pesci combattenti. Do Flamingo insegue Law, che vuole fuggire verso Dressrosa così da non fargli vedere la Sunny, ma le grida di Nami e gli altri ne richiamano l'attenzione: Do Flamingo, quindi, si avvicina rapidamente alla nave per uccidere i quattro, ma in loro soccorso arriva Sanji. |                   |                   |
| 655 | Un grande duello! Sanji vs Do Flamingo 「大激突! サンジVSドフラミンゴ」 - Dai-gekitotsu! Sanji VS Dofuramingo – "Il grande scontro! Sanji contro Do Flamingo" | 3 agosto 2014     | 11 gennaio 2023   |
| 655 | Sanji viene messo molto presto in difficoltà da Do Flamingo, ma prima che questi sferri il colpo di grazia Law usa i suoi poteri portando il cuoco e Caesar sulla Sunny. Law restituisce, quindi, a Caesar il suo cuore che aveva conservato nel suo petto e riprende il suo, che era nascosto sulla nave, per poi ordinare a Nami di fare rotta per Zou portando con loro lo scienziato. Subito dopo, la nave viene attaccata sia da Fujitora e i suoi uomini che da Do Flamingo: i pirati, quindi, si allontanano con un Coup de Burst e contattano Usop, Franky e Robin spiegando loro la situazione. Nel frattempo, mentre lo scontro nel Blocco D continua e Rebecca mostra le sue capacità, Zoro e Kin'emon cercano di chiedere informazioni a Bartolomeo che è troppo emozionato per rispondere. Law, che ha portato con sé Jora sul ponte che collega Dressrosa e Green Bit, si incontra con Do Flamingo spiegandogli che l'alleanza con Rufy era volta solo a fermare la produzione di Smile, così che, anche se dovesse essere sconfitto da lui, ci penserebbe Kaido a ucciderlo attuando la sua vendetta per quanto accaduto tredici anni prima. |                   |                   |
| 656 | La tecnica di Rebecca! La danza della spada a picco sull'acqua 「レベッカ必殺剣! 背水の剣舞」 - Rebekka hissatsu ken! Haisui no kenbu – "La spada della morte di Rebecca! La danza dell'acqua" | 10 agosto 2014    | 18 gennaio 2023   |
| 656 | Law lascia fuggire Jora e inizia a combattere con Do Flamingo. Intanto, sulla Sunny, mentre Nami è dubbiosa sul volere veramente procedere verso Zou senza gli altri, Momonosuke confessa a Sanji di essere terrorizzato da Do Flamingo per le crudeltà che gli ha visto commettere la volta precedente che era su Dressrosa. Nel frattempo, Violet, infastidita dai commenti del pubblico, distrugge uno dei maxischermi che trasmette il combattimento del Blocco D, quindi, si dirige verso il palazzo reale. Al Colosseo, intanto, Bartolomeo, su richiesta di Zoro, si precipita alla ricerca di Rufy in preda alla gioia. Rufy, nel frattempo, guardando il combattimento di Rebecca si rende conto che possiede l'Ambizione Kenbun-shoku e che, al momento, si appresta a combattere contro Rolling Logan. |                   |                   |
| 657 | Il guerriero più spietato! Logan vs Rebecca 「最凶の戦士! ローガンVSレベッカ」 - Saikyō no senshi! Rōgan VS Rebekka – "Il combattente più violento! Logan contro Rebecca" | 17 agosto 2014    | 18 gennaio 2023   |
| 657 | Mentre Bartolomeo inizia a cercare Rufy, nell'infermeria dove vengono curati gli sconfitti Sai, come tutti coloro che lo hanno preceduto, scopre che i feriti non vengono curati, bensì gettati uno dopo l'altro nella discarica dei giocattoli attraverso una botola. Nel frattempo, sul ring, Rebecca viene messa in difficoltà da Rolling Logan, ma in suo soccorso giunge Acilia, grazie alla quale riesce a fare perdere l'equilibrio all'avversario, facendolo cadere fuori dal ring. Intanto, Rufy decide di tornare di sopra per vedere lo scontro dal vivo, imbattendosi per caso in Bartolomeo. |                   |                   |
| 658 | Sconvolgente! La vera identità del soldatino giocattolo! 「衝撃! おもちゃの兵隊の正体!」 - Shōgeki! Omocha no heitai no shōtai! – "Shock! La vera identità del soldato giocattolo!" | 24 agosto 2014    | 18 gennaio 2023   |
| 658 | Mentre Bartolomeo riesce a fermare Rufy, nella discarica Tank Lepanto riconosce nel gladiatore Ricky il precedente re di Dressrosa, Riku Doldo III, nonno di Rebecca: Elizabello e gli altri spiegano che dalla salita al potere di Do Flamingo i regni vicini a Dressrosa sono precipitati nel caos e nella guerra, causati dal traffico di armi gestito da quest'ultimo e che Chinjao e i nipoti vogliono smantellare. Proprio quando molti, tra gladiatori e giocattoli, si dicono ex-membri dell'esercito reale e fedeli a Riku, Sai viene trascinato in superficie da Trébol, trasformato in giocattolo e inviato a lavorare nella fabbrica del Clan Donquijote. Nel frattempo, il capo dei Tontatta narra a Robin e gli altri la storia dei loro rapporti coi Donquijote e la famiglia Riku, gli uni oppressori e gli altri leali alleati; alle domande fattegli, intanto, il soldato giocattolo rivela allora di essere il padre di Rebecca. |                   |                   |
| 659 | Un terribile passato! Il segreto di Dressrosa 「戦慄の過去! ドレスローザの秘密」 - Senritsu no kako! Doresurōza no himitsu – "Un agghiacciante passato! Il segreto dietro Dressrosa" | 31 agosto 2014    | 25 gennaio 2023   |
| 659 | Mentre Bartolomeo riferisce a Rufy che Zoro vuole parlargli, il soldato giocattolo spiega che per ottocento anni, sotto il regno della famiglia Riku, Dressrosa non è mai stata coinvolta in un conflitto, ma, dieci anni prima, Do Flamingo tornò sull'isola reclamandone il controllo e minacciando una guerra proponendo, tuttavia, al re di rivendergli la nazione per dieci miliardi di berry. Grazie alla fiducia dei cittadini, l'accorata richiesta del re in persona permise all'esercito di raccogliere il denaro, tuttavia, Do Flamingo prese il controllo dei corpi del re e della sua armata con i suoi poteri facendo fare loro una strage fra i cittadini così da potersi poi presentare, assieme ai suoi uomini, come degli eroi. |                   |                   |
| 660 | Incubo! La tragica notte di Dressrosa 「悪夢! ドレスローザ悲劇の一夜」 - Akumu! Doresurōza higeki no ichiya – "Incubo! Quella tragica sera a Dressrosa" | 7 settembre 2014  | 25 gennaio 2023   |
| 660 | Durante la tragica notte del colpo di stato di Do Flamingo, Mone catturò Viola e fece entrare nel palazzo reale la ciurma di Do Flamingo che ne prese il possesso. Quando la popolazione ebbe ormai perso ogni fiducia in re Riku, Do Flamingo e i suoi tre ufficiali fecero la loro comparsa, sconfiggendo il re e la sua armata e apparendo come salvatori agli occhi della popolazione. Il soldatino zoppo rivela che, però, Riku è ancora vivo grazie al sacrificio di Viola, che mise al servizio di Do Flamingo la sua abilità, e che ogni giocattolo del regno, una volta tornato umano, sarà un alleato contro il nemico. Rufy, intanto, raggiunge Zoro e Kin'emon. |                   |                   |
| 661 | Scontro nella Flotta dei sette! Law vs Do Flamingo 「七武海対決! ローVSドフラミンゴ」 - Shichibukai taiketsu! Rō VS Dofuramingo – "Confronto nella Flotta dei sette! Law contro Do Flamingo" | 14 settembre 2014 | 25 gennaio 2023   |
| 661 | Bellamy si avvicina a Rufy per ucciderlo, ma decide di non eseguire l'ordine impartitogli; viene raggiunto da Dellinger, un ufficiale di Do Flamingo che lo attacca dicendogli di avere ricevuto l'ordine di ucciderlo in ogni caso. Lo scontro fra Law e Do Flamingo, intanto, volge a favore di quest'ultimo, che viene informato da Diamante via lumacofono del tradimento di Violet; l'uomo gli ordina quindi di inviare gli ufficiali alla fabbrica e di occuparsi da solo della finale del torneo. Nel frattempo, Rufy, Zoro e Kin'emon si mettono in contatto con gli altri membri della ciurma che spiegano la loro situazione; Franky, commosso dalla storia dei Tontatta, dice di non poter più seguire il piano di Law e di voler abbattere Do Flamingo; Rufy acconsente e la ciurma si prepara quindi alla battaglia. Nel contempo, la battaglia fra Do Flamingo e Law si sposta in città e arriva davanti al Colosseo, dove il re di Dressrosa spara più volte al suo avversario. |                   |                   |
| 662 | Incontro tra grandi rivali! Cappello di Paglia e il Demone celeste 「両雄相まみえる! 麦わらと天夜叉」 - Ryōyū aimamieru! Mugiwara to Ten yasha – "Faccia a faccia tra due grandi forze! Cappello di Paglia ed il Demone celeste" | 21 settembre 2014 | 1º febbraio 2023  |
| 662 | Zoro e Kin'emon si lanciano contro Do Flamingo, ma il primo viene fermato dall'intervento di Fujitora, mentre il samurai viene colpito dal re di Dressrosa. Doflamingo cattura quindi Law e si dirige con Fujitora al palazzo reale, mentre i due spadaccini vengono attaccati dalla Marina. La Sunny, intanto, viene attaccata dalla nave di Big Mom, che vuole vendicarsi di Caesar per una truffa subita in passato: Nami convince quindi Rufy a farli salpare per Zou anziché ritornare a Dressrosa, così da tenere lontani da Do Flamingo lo scienziato e Momonosuke, mentre Sanji ottiene dal suo capitano il permesso di rispondere all'attacco. Rufy decide, quindi, di dirigersi al palazzo per salvare Law e sconfiggere Do Flamingo mentre un uomo misterioso si aggira nei sotterranei del Colosseo. |                   |                   |
| 663 | Una grande sorpresa per Luffy - L'uomo che vuole perseguire la volontà di Ace 「ルフィ驚愕 エースの意志を継ぐ男」 - Rufi kyōgaku - Ēsu no ishi o tsugu otoko – "Rufy, sorpreso - L'uomo che erediterà la volontà di Ace" | 28 settembre 2014 | 1º febbraio 2023  |
| 663 | Bellamy viene salvato da Bartolomeo prima che Dellinger gli dia il colpo di grazia e quest'ultimo, poco dopo, riceve l'ordine da Diamante di recarsi a difendere la fabbrica. Nel frattempo, il soldato giocattolo spiega l'esistenza di un livello sotterraneo nell'isola dove si trovano il porto per gli affari illegali e la fabbrica di Smiles: l'obiettivo iniziale sarà tuttavia far svenire dalla paura Sugar, la sottoposta di Do Flamingo con il potere di trasformare le persone in giocattoli sempre protetta da Trébol, così che ogni giocattolo dell'isola ritorni umano e combatta al fianco dell'armata contro Do Flamingo. Rufy, alla ricerca di un'uscita dal Colosseo, incrocia Bellamy e Bartolomeo: il primo, pur affermando di non voler tradire Do Flamingo nonostante tutto, gli dice di seguirlo per trovare l'uscita, mentre il secondo gli promette di vincere per lui il frutto Foco Foco. In quel momento l'uomo misterioso che vagava per il Colosseo si avvicina ai tre: Rufy, non appena lo riconosce, scoppia a piangere, esce dal Colosseo e si ricongiunge a Zoro e Kin'emon; l'uomo si traveste da Lucy e, parlando con la rivoluzionaria Koala, amica di Robin, afferma di voler vincere il frutto così da ereditare la volontà di Ace. |                   |                   |
| 664 | L'operazione S.o.p. ha inizio - Usoland all'attacco 「SOP作戦開始 ウソランド突撃」 - Esu-ō-pī sakusen kaishi - Usorando totsugeki – "L'inizio dell'operazione S.O.P. - Usoland carica" | 5 ottobre 2014    | 1º febbraio 2023  |
| 664 | Usop, Robin, il soldato giocattolo e i nani si dirigono attraverso un cunicolo al porto sotterraneo; Franky, essendo troppo grande per passarci, attacca frontalmente la Toy House, ingaggiando battaglia con Senor Pink e altri sottoposti. Mentre Rebecca combatte contro Suleiman, Leo spiega a Usop la struttura del clan di Donquijote e dei suoi ufficiali. Giunti infine al porto sotterraneo, Usop rimane esterrefatto dalla grandezza dello stesso. |                   |                   |
| 665 | Forti emozioni - Rebecca vs Suleiman 「熱き思い レベッカVSスレイマン」 - Atsuki omoi - Rebekka VS Sureiman – "Emozioni calde - Rebecca contro Suleiman" | 12 ottobre 2014   | 8 febbraio 2023   |
| 665 | Rebecca, disarmata da Suleiman, viene salvata da Acilia che si frappone per proteggerla. Nel frattempo, Usop, Robin e i nani si lanciano alla ricerca di Sugar mentre Zoro, Rufy e Kin'emon, guidati da Wicca, si dirigono al palazzo reale. Il soldato giocattolo, infiltratosi nell'ascensore che conduce al palazzo reale, esce allo scoperto per dirottarlo, sconfiggendo uno dopo l'altro i suoi occupanti. Intanto, nel Blocco D tutti i partecipanti vengono misteriosamente sconfitti, ma tra la polvere emerge una figura. |                   |                   |
| 666 | Chi sarà il vincitore? L'esito del Blocco D 「勝者決定!? Dブロック衝撃の結末」 - Shōsha kettei!? Dī-Burokku shōgeki no ketsumatsu – "Vincitore deciso!? L'esito scioccante del Blocco D" | 19 ottobre 2014   | 8 febbraio 2023   |
| 666 | Rebecca esce vincitrice dal Blocco D, unica ad avere evitato l'attacco di Cavallo Bianco, l'alter ego di Cavendish che si risveglia quando lo spadaccino si addormenta e che giace tale sul ring. Mentre lo scontro tra Franky e Pink prosegue, al palazzo reale Do Flamingo commenta con Riku di come la situazione volga a suo favore. Rufy, Zoro e Kin'emon, guidati da Wicca, giungono all'ascensore che porta al palazzo reale dove incontrano Violet che dice loro di volerli aiutare a entrare. |                   |                   |
| 667 | La decisione dell'ammiraglio - Fujitora vs Do Flamingo 「大将の決断 藤虎VSドフラミンゴ」 - Taishō no ketsudan - Fujitora VS Dofuramingo – "La decisione dell'ammiraglio - Fujitora contro Do Flamingo" | 26 ottobre 2014   | 8 febbraio 2023   |
| 667 | Gats annuncia che solo Diamante fronteggerà i quattro finalisti, mentre Rebecca si incontra con il nuovo Lucy che le dice che tutto andrà bene e che la sua nazione gli ricorda dove è cresciuto. Alla Toy House, Franky si ritrova a fronteggiare anche Machvise e alcuni marine guidati da Bastille. Nel frattempo, Fujitora dice a Do Flamingo che il suo scopo è smantellare la Flotta dei 7, ma per il momento intende solo proteggere la nazione. Rufy, Zoro, Kin'emon e Wicca, seguendo Viola, riescono a entrare nel palazzo reale grazie a un passaggio segreto. Intanto, l'uomo che si spaccia per Lucy entra nel ring per le finali del torneo dicendo ad Ace di osservarlo. |                   |                   |
| 668 | Inizia la finale - Entra in scena l’eroe Diamante 「決勝開始 英雄ディアマンテ登場」 - Kesshō kaishi - Eiyū Diamante tōjō – "Inizia il round finale - Diamante L'eroe sale sul ring" | 2 novembre 2014   | 14 febbraio 2023  |
| 668 | I concorrenti della fase finale, Burgess, Bartolomeo, l'uomo che si spaccia per Lucy, Rebecca e Diamante entrano nel ring mentre vengono annunciati da Gats. Diamante spiega che uno dei pesci combattenti che nuotano attorno al ring custodisce il frutto Foco Foco sul suo dorso. La finale inizia e "Lucy" inizia a girare attorno al ring per cercare il pesce combattente con il Foco Foco, venendo ostacolato da Burgess. Nel frattempo, Zoro, Kin'emon e Viola provano a entrare a palazzo senza essere notati dalle guardie, ma Rufy sfonda la porta principale mettendo in allarme tutti gli uomini sul posto. Do Flamingo, dopo avere sentito da una guardia che Rufy è riuscito a intrufolarsi a palazzo, s'infuria domandandosi chi sia l'uomo che sta combattendo al suo posto nel Colosseo. |                   |                   |
| 669 | Il palazzo reale si muove! Pica, l’alto ufficiale! 「動く城! 最高幹部ピーカ出現」 - Ugoku shiro! Saikō kanbu Pīka shutsugen – "Il castello si muove! Emerge l'ufficiale d'élite Pica" | 9 novembre 2014   | 14 febbraio 2023  |
| 669 | Kin'emon e Wicca si separano da Rufy, Zoro e Viola per raggiungere i sotterranei. Gli altri tre, invece, vengono intercettati dall'ufficiale Pica, capace di fondersi e assorbire la pietra con cui è costruito il castello. Franky, intanto, si scontra con la marina e gli uomini di Do Flamingo, mentre anche Cavendish viene trasformato in giocattolo da Sugar e costretto a lavorare nel porto sotterraneo. Robin, Usop e i nani riescono a intrufolarsi nella torre sotterranea e Leo spiega il piano per far svenire Sugar: farle mangiare una pallina di tabasco estremamente piccante mascherata da acino d'uva, di cui la bambina è ghiotta. |                   |                   |
| 670 | Artiglio uncinato del drago! L’attacco di Lucy! 「竜の爪炸裂! ルーシー脅威の一撃!」 - Ryū no Tsume sakuretsu! Rūshī kyōi no ichigeki! – "L'esplosione dell'Artiglio del Drago! Il minaccioso colpo di Lucy!" | 16 novembre 2014  | 14 febbraio 2023  |
| 670 | Leo corre verso Sugar nel tentativo di nascondere la pallina di tabasco nel suo cesto, ma Robin improvvisamente lo ferma. Al Colosseo, intanto, Lucy, Burgess e Diamante danno prova di grande potenza, facendo capire a Rebecca di essere nettamente inferiore, ma la ragazza decide di scagliarsi contro Diamante per mantenere la sua promessa al soldato giocattolo. Quest'ultimo, intanto, si trova nell'ascensore a combattere contro Lao G, uno degli uomini dell'armata di Diamante, mentre Rufy, Zoro e Viola sono ancora alle prese con Pica. Kin'emon, dopo avere saputo da Wicca come fare per raggiungere i sotterranei, decide di usare i suoi poteri per ingannare i nemici, mentre Franky comincia a combattere contro Bastille. Zoro, nel frattempo, decide di rimanere a combattere contro Pica così da permettere a Rufy e Viola di proseguire. |                   |                   |
| 671 | Sconfiggere Sugar - I nani all’attacco! 「打倒シュガー 小人の兵隊突撃!」 - Datō Shugā - Kobito no heitai totsugeki! – "Sconfiggere Sugar - I soldati nani caricano!" | 23 novembre 2014  | 21 febbraio 2023  |
| 671 | Zoro inizia a combattere contro Pica mentre Rufy e Viola proseguono il loro cammino verso il palazzo. Nel frattempo, l'ascensore giunge al palazzo con Lao G che mette ripetutamente al tappeto il soldato giocattolo. Robin, con un tranello, riesce ad attirare Trébol fuori dalla torre sotterranea così da permettere a Leo di collocare la pallina di tabasco nel cesto. Sugar, tuttavia, si accorge della differenza e i nani l'attaccano direttamente, ma alcuni vengono trasformati in giocattoli e iniziano a combattere i rimanenti. Sugar chiede aiuto a Trébol avvertendolo dell'inganno e quest'ultimo grazie al suo potere afferra una nave e la scaglia contro la torre, distruggendola. |                   |                   |
| 672 | L’ultima speranza - Il segreto del comandante! 「最後の光 我らが隊長の秘密!」 - Saigo no hikari - Warera ga taichō no himitsu! – "L'ultima luce - Il segreto del nostro capitano!" | 30 novembre 2014  | 21 febbraio 2023  |
| 672 | Mentre Zoro e Pica continuano a combattere, Rufy e Viola proseguono nella loro corsa verso Do Flamingo; Diamante, intanto, contrattacca Rebecca e comincia a narrarle la morte di sua madre Scarlet. Robin e Usop, ripresisi dall'attacco di Trébol, si rendono conto che questi ha imprigionato tutti i nani nella sostanza che emette dal suo corpo; l'ufficiale di Do Flamingo, interrogando Leo, riesce a scoprire alcuni punti dell'operazione SOP, quindi si sbarazza dei nani dando fuoco alla sostanza stessa. Il soldato giocattolo, poco prima di venire definitivamente sconfitto da Lao, viene portato in salvo da alcuni nani, mentre Leo spiega a Usop che salvare il giocattolo è di fondamentale importanza in quanto è l'unico tra tutti i giocattoli che è libero dal contratto che lo vincolerebbe a Sugar e perché egli è, in realtà, Kyros, il leggendario gladiatore. |                   |                   |
| 673 | L’uomo-bomba - Gladius in azione! 「破裂（パンク）人間 グラディウス大爆発!」 - Panku ningen - Guradiusu dai bakuhatsu! – "L'uomo rottura - La grande esplosione di Gladius!" | 7 dicembre 2014   | 21 febbraio 2023  |
| 673 | Mentre Zoro cerca di capire come sconfiggere Pica, Kyros, assieme ai due nani Kabu e Rambo, si imbatte in Gladius, un membro dell'esercito di Pica con il potere di far esplodere il suo corpo e gli oggetti inanimati; questi sconfigge rapidamente i due nani e arriva sul punto di battere anche il soldatino che viene, però, salvato dal provvidenziale arrivo di Rufy e Viola. I tre, quindi, fuggono e arrivano fuori dalla stanza di Do Flamingo mentre Gladius si imbatte in Kin'emon, travestito dal membro della flotta, al quale rivela che Kanjuro è sparito nella discarica. Do Flamingo interroga Law e re Riku mentre, tra le macerie del porto sotterraneo, Leo e gli altri nani attaccano di nuovo Sugar e Trébol: questi vengono immobilizzati da Robin e Leo si lancia verso la bambina per farle mangiare la pallina di tabasco, ma Sugar riesce a trasformare Robin in una bambola e Leo viene di nuovo fermato da Trébol. |                   |                   |
| 674 | L'inganno - Usoland in fuga! 「ウソつき ウソランド逃走中!」 - Usotsuki - Usorando tōsō-chū! – "Un bugiardo - Usoland in fuga!" | 14 dicembre 2014  | 12 settembre 2023 |
| 674 | Mentre Franky continua a combattere con la Marina e Dellinger, Viola, con i suoi poteri, scopre la sconfitta dei nani, ma Rufy le dice di stare tranquilla dato che Usop è lì con loro. Usop, tuttavia, è fuggito terrorizzato dalla forza di Trébol, ma, quando avverte, tramite gli altoparlanti del porto, l'accorato appello di Leo e la sterminata fiducia che i nani provano per lui, decide di tornare indietro per fermare l'ufficiale di Do Flamingo che sta infierendo sui piccoli esseri; una volta giunto sul posto, Usop rivela la sua vera identità venendo udito da tutti coloro che si trovano nel porto e, deciso a salvare i nani, attacca Trébol. |                   |                   |
| 675 | Un incontro voluto dal destino - Kyros e re Riku 「運命の出会い キュロスとリク王」 - Unmei no deai - Kyurosu to Riku ō – "Un incontro fatale - Kyros e re Riku" | 21 dicembre 2014  | 12 settembre 2023 |
| 675 | Trébol si riprende dall'attacco di Usop e passa al contrattacco. Kyros, ancora assieme a Rufy e Viola fuori dalla stanza di Do Flamingo, ricorda il suo primo incontro con Riku: all'età di soli quindici anni, Kyros aveva ucciso gli uomini responsabili della morte del suo migliore amico e si trovava a fronteggiare alcuni soldati. Il re, anziché ordinarne la condanna a morte, lo fece esibire al Colosseo promettendogli la libertà dopo avere ottenuto cento vittorie. Kyros raggiunse facilmente l'obiettivo, ma decise di rimanere al Colosseo perché disprezzato dalla gente e non avendo nulla per cui vivere. Nei successivi nove anni, Kyros diventò l'idolo della folla e raggiunse quota tremila vittorie battendo nel suo ultimo incontro proprio re Riku che, nascosto sotto la maschera del gladiatore Ricky, lo nominò capo della guardia della figlia Scarlet. Quest'ultima inizialmente lo detestava, ma dopo essere stata da lui salvata dai pirati che l'avevano rapita, cambiò completamente opinione e i due si innamorarono. Pur di sposarsi Scarlet, in accordo con il padre, simulò la propria morte e dal loro amore nacque Rebecca. Tutto cambiò, tuttavia, la notte del colpo di stato di Do Flamingo. |                   |                   |
| 676 | Problemi con l'operazione S.O.P! L'eroe Usoland ce la farà?! 「作戦失敗! 英雄ウソランド死す!?」 - Sakusen shippai! Eiyū Usorando shisu!? – "Operazione fallita! Usoland l'eroe muore!?" | 28 dicembre 2014  | 12 settembre 2023 |
| 676 | Kyros ricorda la tragica notte del colpo di stato di Do Flamingo, la sua trasformazione in giocattolo e la morte di Scarlet, quando viene ridestato dai suoi ricordi dall'avvicinarsi di Gladius e i suoi uomini. Mentre al Colosseo Rebecca è disperata dopo avere saputo da Diamante che lui è l'assassino della madre, Franky viene sconfitto. Usop, su cui tutti ripongono ora le speranze, viene sconfitto da Trébol; quest'ultimo riceve l'ordine da Do Flamingo di portare Sugar al palazzo, ma, proprio in quel momento, la bambina fa ingoiare al pirata la pallina di tabasco: la reazione di Usop è, però, talmente improvvisa da farla svenire. |                   |                   |
| 677 | Rinasce la leggenda! La furia di Kyros 「伝説復活! キュロス渾身の一撃」 - Densetsu fukkatsu! Kyurosu konshin no ichigeki – "La leggenda è rinata! L'attacco a tutto campo di Kyros" | 11 gennaio 2015   | 12 settembre 2023 |
| 677 | Tutti coloro che sono stati trasformati in giocattoli nel corso dei dieci anni di regno di Do Flamingo tornano alla loro forma originale, riprendendo il loro posto nei ricordi delle persone care e mettendo in luce le malefatte dell'attuale re di Dressrosa. Furiosi per quanto hanno subìto, gli ex-giocattoli scatenano immediatamente una rivolta contro Doflamingo e i suoi uomini mentre Kyros, tornato umano, si precipita nella stanza dove il nemico assiste impotente all'accaduto e, cogliendolo di sorpresa, lo decapita con la sua spada. |                   |                   |
| 678 | Pugno di fuoco! Il potere del frutto Foco Foco è tornato 「火拳炸裂! 復活メラメラの実の力」 - Hiken sakuretsu! Fukkatsu Mera Mera no mi no chikara – "Il Pugno di fuoco colpisce! Ritorna il potere del frutto Foco Foco" | 18 gennaio 2015   | 12 settembre 2023 |
| 678 | Rebecca recupera i ricordi su Kyros e Lucy le rivela che tutto ciò fa parte delle trame perpetrate da Do Flamingo. A questo punto egli decide di porre fine al torneo: distrugge il ring facendo precipitare in acqua gli altri contendenti, quindi si appropria del frutto Foco Foco custodito dal pesce combattente e, dichiarandosi vincitore, se ne ciba. Usando il Pugno di fuoco, Lucy distrugge la base del Colosseo sfondando, quindi, il tetto del porto sotterraneo. Qui, intanto, Trébol si prepara ad attaccare i nani, ma viene interrotto da Hajrudin e gli altri combattenti del Colosseo ritornati umani: il gigante mostra loro Usop e, venendo acclamato come un messaggero divino, si mettono al suo servizio, decidendo di eseguire il suo ordine di distruggere la fabbrica di Smile. |                   |                   |
| 679 | Arriva Sabo! Il capo di stato maggiore dell'armata rivoluzionaria 「颯爽登場 革命軍参謀総長サボ!」 - Sassō tōjō - Kakumei-gun sanbō sōchō Sabo! – "Comparsa galante - Il capo di stato maggiore dell'armata rivoluzionaria Sabo!" | 25 gennaio 2015   | 19 settembre 2023 |
| 679 | Distrutto il ring del Colosseo, Lucy, Rebecca, Bartolomeo e Koala raggiungono Hack al porto sotterraneo: il primo, a questo punto, rivela di essere Sabo, il secondo fratello adottivo di Rufy, nonché numero due dell'armata rivoluzionaria, e di essere sull'isola assieme all'uomo-pesce e alla ragazza per smantellare il traffico di armi che parte proprio da Dressrosa e che fomenta guerre in tutto il mondo. Intanto, Franky si riprende mentre Robin e Usop raggiungono Koala e gli altri. Kyros, nel frattempo, sconfigge Buffalo e gli uomini di Do Flamingo nella stanza, quindi libera re Riku mentre Rufy decide di liberare Law anche se questi gli dice che l'alleanza fra loro è finita; in quel momento, tuttavia, Do Flamingo dimostra di essere ancora vivo e dice di vedersi costretto a ricorrere alla "Gabbia per uccelli" inquietando Law. |                   |                   |
| 680 | La trappola di Do Flamingo - Sterminare il popolo di Dressrosa 「悪魔の罠 ドレスローザ殲滅作戦」 - Akuma no wana - Doresurōza senmetsu sakusen – "La trappola del diavolo - Il piano di annientamento di Dressrosa" | 1º febbraio 2015  | 19 settembre 2023 |
| 680 | Trébol e Diamante difendono la fabbrica di Smile dagli ex-giocattoli insorti, intanto Do Flamingo appare rivelando che quello che Kyros ha decapitato è in realtà un clone creato con i fili; dopo un breve scambio di colpi con Rufy, l'uomo fa espellere a Pica tutti gli intrusi dal palazzo reale per poi creare la "Gabbia per uccelli": un'enorme cupola di fili taglienti ricopre e isola tutta Dressrosa, intrappolandola e impedendo le comunicazioni con l'esterno. Do Flamingo usa, quindi, i suoi poteri per controllare i corpi di tutti i cittadini e li fa combattere uno contro l'altro così da non far trapelare nulla di quanto è stato rivelato. Pica, con i suoi poteri, modifica la conformazione dell'isola spostando il palazzo reale sopra il campo di girasoli e portando la fabbrica di Smile in superficie. Do Flamingo, in un messaggio alla popolazione, indice un gioco: uccidere lui oppure le persone che indicherà, le cui morti varranno una grande ricompensa. |                   |                   |
| 681 | Una taglia da cinquecento milioni di Berry - Obiettivo: Usoland! 「五億の首 狙われたウソランド!」 - Go oku no kubi - Nerawareta Usorando! – "La taglia da 500 milioni - L'obiettivo è Usoland!" | 8 febbraio 2015   | 19 settembre 2023 |
| 681 | La situazione tragica all'interno della "Gabbia per uccelli" rievoca negli abitanti la notte di terrore durante la quale Do Flamingo realizzò il suo colpo di stato dieci anni prima. Doflamingo afferma che pagherà la testa dei criminali presenti sull'isola con cento milioni per ogni stella assegnata loro: una a Rebecca, Robin, Kin'emon, Viola e Franky; due a Kyros e Zoro; tre a Sabo, Rufy, Law e re Riku; cinque a Usop. Sebbene ora sia chiaro cosa successe dieci anni prima, la popolazione e gli ex-giocattoli decidono di catturare i ricercati; Kin'emon continua la ricerca di Kanjuro e Franky si dirige alla fabbrica di Smile. Mentre il gruppo con Robin e Usop si dirige in superficie, Rufy tramite lumacofono promette a Rebecca di sconfiggere Do Flamingo per lei. |                   |                   |
| 682 | Sfondare le linee nemiche - Luffy e Zoro al contrattacco 「敵陣突破 ルフィ・ゾロ反撃開始!」 - Tekijin toppa - Rufi Zoro hangeki kaishi! – "Sfondare le linee nemiche - Rufy e Zoro si lanciano al contrattacco!" | 15 febbraio 2015  | 19 settembre 2023 |
| 682 | Mentre Viola si mette alla ricerca delle chiavi delle manette di Law, Rufy prende lui e Zoro e si getta giù dalla collina. Koala, intanto, comincia a raccogliere prove sul traffico di armi mentre Fujitora decide per il momento di non privare Do Flamingo del suo titolo di membro della Flotta dei 7. Rufy, Law e Zoro capitano proprio davanti a Dellinger, Machvise e Pink, con cui cominciano a combattere; tuttavia, poco dopo, i tre vengono raggiunti da Fujitora. |                   |                   |
| 683 | La terra trema - Pica, il gigante della distruzione 「大地鳴動 破壊神巨大ピーカ降臨」 - Daichi meidō - Hakai-shin kyodai Pīka kōrin – "La terra trema - L'avvento del Dio gigante della distruzione, Pica" | 1º marzo 2015     | 19 settembre 2023 |
| 683 | Mentre Rufy e Zoro cominciano a combattere con Fujitora, Do Flamingo decide sul da farsi con i suoi ufficiali. Robin, Rebecca, Bartolomeo, Hack, Usop e i nani, intanto, sfuggono ai loro inseguitori e si ricongiungono a Riku, Lepanto e Viola. Quest'ultima individua la chiave delle manette di Law mentre Franky continua a dirigersi alla fabbrica di Smiles, Kin'emon è sempre alla ricerca di Kanjuro nella discarica e Kyros si dirige a dare man forte ai suoi amici. Tutto questo, tuttavia, viene sconvolto dall'arrivo di Pica che, fusosi con la pietra su cui poggia l'isola e assunta la forma di un colosso, attacca Rufy, reo di avere riso della sua voce stridula. |                   |                   |
| 684 | Tutti verso il palazzo reale! Luffy e la grande armata 「大集結! ルフィと凶悪戦士軍団」 - Dai shūketsu! Rufi to kyōaku senshi gundan – "Raccogliersi in un potente fronte! Rufy ed un gruppo di brutali guerrieri" | 15 marzo 2015     | 26 settembre 2023 |
| 684 | Rufy, Zoro e Law, evitato l'attacco di Pica, riprendono a dirigersi verso il palazzo reale venendo raggiunti da Cavendish, Chinjao, Boo, Sai, Elizabello e diversi altri combattenti del Colosseo, ognuno dei quali intende prendere la testa di Do Flamingo per ripagare il debito con Usop e per ragioni personali. Rufy, che intende compiere la stessa cosa, assieme al ritrovato toro Ucy, si lancia, quindi, in una carica verso il palazzo reale, spalleggiato dai nuovi alleati. Pica, individuatolo, lo attacca di nuovo, ma Don Chinjao ed Elizabello II contrattaccano con i loro potenti attacchi frantumando il braccio del colosso di pietra. |                   |                   |
| 685 | Inarrestabile avanzata! L'armata di Luffy vs Pica! 「快進撃! ルフィ軍団VSピーカ!」 - Kai shingeki! Rufi gundan VS Pīka! – "La grande avanzata! L'esercito di Rufy contro Pica!" | 22 marzo 2015     | 26 settembre 2023 |
| 685 | Pica attacca di nuovo Rufy, ma questi contrattacca distruggendo l'enorme testa del colosso di pietra. Nel frattempo, Fujitora ordina a Bastille di iniziare la loro controffensiva mentre Kyros continua a dirigersi verso il palazzo reale. Robin, Rebecca, Bartolomeo, Usop e i nani raggiungono, intanto, l'altopiano del palazzo mentre Zoro, usando l'Ambizione Kenbun-shoku, individua il vero corpo di Pica e comincia a combattere con lui consentendo a Rufy di proseguire la sua corsa verso Do Flamingo. |                   |                   |
| 686 | Clamorosa rivelazione! Il solenne giuramento di Law! 「衝撃告白! ロー熱き魂の誓い!」 - Shōgeki kokuhaku! Rō atsuki tamashī no chikai! – "Una scioccante confessione! Il voto sentimentale di Law!" | 29 marzo 2015     | 26 settembre 2023 |
| 686 | I vari gruppi continuano a procedere verso il palazzo reale mentre Zoro combatte contro Pica e Franky, giunto alla fabbrica, inizia lo scontro con Pink. Law, intanto, rivela a Rufy di volere uccidere Do Flamingo per vendicare Corazòn, ex-ufficiale del Clan, nonché fratello minore di quest'ultimo, che fu il suo salvatore. Sull'altopiano, intanto, Viola trova la chiave delle manette di Law e spiega al padre, insieme ai nani, le ragioni che la spingono ad affidarsi alla ciurma di Cappello di Paglia, nonostante siano pirati poiché hanno dimostrato coi fatti il loro valore. Rebecca si offre di consegnare la chiave nonostante le preoccupazioni di Viola e Bartolomeo, Leo e Kab si offrono di accompagnarla per proteggerla mentre gli altri nani, al comando di Inhel, si dirigeranno alla fabbrica per aiutare Franky. Rufy e il suo gruppo, nel frattempo, arrivano al primo livello della montagna sulla cui sommità si trova il palazzo reale. |                   |                   |
| 687 | Grande scontro! Sabo vs Fujitora 「大激突! 参謀総長サボVS大将藤虎」 - Dai-gekitotsu! Sanbō sōchō Sabo VS Taishō Fujitora – "Un grande scontro! Il capo di stato maggiore Sabo contro l'Ammiraglio Fujitora" | 5 aprile 2015     | 26 settembre 2023 |
| 687 | Dellinger, Lao G, Baby 5, Machvise e Gladius osservano dalla montagna l'avanzata dei loro nemici e scoprono che la Marina non li ha fermati. Sabo, infatti, tiene a bada i marine e sconfigge Bastille, quindi ingaggia uno scontro con Fujitora. Sabo rivela quindi a Fujitora di essere il secondo fratello adottivo di Rufy e di essere deciso a proteggerlo. |                   |                   |
| 688 | Situazione disperata - Luffy in trappola! 「絶体絶命 罠にかかったルフィ!」 - Zettai zetsumei - Wana ni kakatta Rufi! – "Situazione disperata - Rufy catturato in una trappola!" | 12 aprile 2015    | 26 settembre 2023 |
| 688 | Robin contatta Law e i due gruppi si danno appuntamento al campo di girasoli; quindi, insieme a Bartolomeo e Rebecca, grazie all'aiuto di Leo e di alcuni coleotteri, planano sulla città diretti alla loro destinazione. Intanto, Rufy, assieme a Law a cavallo di Ucy, viene indirizzato dai fratelli Funk verso una scorciatoia per il campo. Mentre Zoro e Franky continuano a combattere rispettivamente contro Pica e Pink, Rufy e Law si rendono conto di essere capitati in un vicolo cieco allagato: alle loro spalle, improvvisamente, si presenta Do Flamingo. |                   |                   |
| 689 | Grande fuga! L'Elephant Gun di Luffy 「大脱出! ルフィ起死回生の像銃」 - Dai dasshutsu! Rufi kishikaisei no Erefanto Gan – "Grande fuga! Il miracoloso Elephant Gun di Rufy" | 19 aprile 2015    | 3 ottobre 2023    |
| 689 | Do Flamingo abbatte Ucy facendo cadere in acqua Rufy ma Abdullah e Jeet giungono in loro soccorso colpendo il re di Dressrosa, che si rivela essere solo un clone di fili. I due spiegano a Rufy che gli altri combattenti del Colosseo sono già arrivati al secondo livello e Rufy utilizza l'Elephant Gun per aprirsi una strada verso l'alto: lui e Law raggiungono così anch'essi il secondo livello, mentre Kyros raggiunge il primo e Sabo e Fujitora continuano a combattere. Nel frattempo i nani, raggiunta la fabbrica, chiedono a Franky di tenere impegnato Senor Pink poiché hanno un piano per aprire le porte della fabbrica. Intanto, mentre Bellamy arriva al campo di girasoli, al palazzo Do Flamingo ricorda il suo primo incontro con Law quando gli chiese di entrare nella sua ciurma. |                   |                   |
| 690 | Fronte compatto - Luffy verso la vittoria 「共同戦線 ルフィ勝利への突破口」 - Kyōdō sensen - Rufi shōri e no toppakō – "Un fronte unito - La svolta per la vittoria di Rufy" | 26 aprile 2015    | 3 ottobre 2023    |
| 690 | Bellamy giunge di fronte a Do Flamingo e questi gli spiega che, a differenza di lui, il suo obiettivo non è mai stato diventare un pirata, ma solo di distruggere il mondo. Intanto, al secondo livello della montagna i combattenti del Colosseo cominciano a combattere contro gli ufficiali di Do Flamingo. Nel frattempo, alcuni cittadini individuano Riku e Usop sull'ex-altopiano reale e si dirigono lì per catturarli. Mentre Kin'emon cerca Kanjuro nella discarica, i Tontatta utilizzano le Pink Bee per scrivere messaggi sul tetto trasparente della fabbrica, spiegando ai nani rinchiusi dentro che sono stati ingannati e chiedendo loro di aprire le porte dall'interno. Intanto, al secondo livello, Rufy e Law salgono a cavallo con Cavendish e Kyros che, nel frattempo, li ha raggiunti. Gli altri combattenti del Colosseo, su suggerimento di Dagama, decidono di unire le forze per tenere occupati gli ufficiali di Do Flamingo e permettere al quartetto di proseguire verso il terzo livello. |                   |                   |
| 691 | Kanjuro - La tempesta vespertina 「二人目の侍 夕立ちカン十郎登場」 - Futarime no samurai - Yūdachi Kanjūrō tōjō – "Il secondo samurai - Appare Kanjuro Pioggia Notturna" | 3 maggio 2015     | 3 ottobre 2023    |
| 691 | Mentre tra i combattenti del Colosseo e i membri del clan di Do Flamingo continuano gli scontri, Kin'emon, nella discarica sotterranea, trova Kanjuro, anch'egli samurai del Paese di Wa; grazie ai poteri di quest'ultimo, che riesce a rendere animato ciò che disegna, escono dalla discarica. Riflettendo sul gioco indetto da Do Flamingo, Cavendish si convince ancora di più della necessità di ucciderlo e, assieme a Rufy, Law e Kyros, arriva al terzo livello dove i quattro vengono intercettati da alcuni giocattoli giganti. |                   |                   |
| 692 | Duro scontro con Pica - Il colpo letale di Zoro! 「激闘ピーカ戦 ゾロ必殺の一撃!」 - Gekitō Pīka sen - Zoro hissatsu no ichigeki! – "Feroce battaglia con Pica - Il colpo mortale di Zoro!" | 10 maggio 2015    | 3 ottobre 2023    |
| 692 | Mentre il gruppo di Rufy cerca di oltrepassare i giocattoli giganti, Zoro continua il combattimento con Pica. Quest'ultimo, avvistati Robin, Bartolomeo e Rebecca, prende nuovamente il controllo della statua gigante per colpirli, ma Zoro sfodera un poderoso colpo tagliando in due la statua, colpendo il pirata e facendolo desistere. Intanto, dentro la fabbrica, i nani, in piena rivolta, sbaragliano i loro carcerieri scoprendo che la principessa non si trova lì e raggiungono l'ingresso. Messi in difficoltà dall'arrivo della direttrice della fabbrica Swuuush, riescono ad aprire la porta quel tanto che basta perché Franky, che, nel frattempo, ha distratto Senor Pink, riesca a spalancare le porte ed entrare. |                   |                   |
| 693 | Manshelly - La principessa prigioniera 「小人の姫 囚われたのマンシェリー」 - Kobito no hime - Toraware no Mansherī – "La principessa del piccolo popolo - La prigioniera Manshelly" | 17 maggio 2015    | 10 ottobre 2023   |
| 693 | Swuuush cerca di fermare Franky, ma questi prima la usa per colpire Pink, poi la zittisce baciandola e trovandosi d'accordo con il suo avversario perché resti fuori da un combattimento da uomini. Mentre il gruppo di Rufy combatte i giocattoli giganti per aprirsi la strada e Zoro continua lo scontro con Pica, Robin, Bartolomeo e Rebecca oltrepassano la statua sorvolando il secondo livello. Intanto, mentre Kin'emon e Kanjuro giungono sull'altopiano, Viola viene informata che la principessa Manshelly non è nella fabbrica e la cerca con il suo potere trovandola nel palazzo reale. |                   |                   |
| 694 | Gli immortali! L'armata dei soldati schiaccianoci 「不死身! 恐怖の頭割り人形軍団」 - Fujimi! Kyōfu no atamawari ningyō gundan – "Invulnerabile! La terrificante armata di bambole schiacciatesta" | 24 maggio 2015    | 10 ottobre 2023   |
| 694 | Viola informa Leo sulla posizione di Manshelly, poi si rende conto che Sugar si è ripresa ed è nel palazzo reale; allarmato dalla notizia, Usop decide di volerla colpire dall'altopiano e chiede a Viola di aiutarlo a localizzarla. Nel frattempo Rufy, Cavendish, Law e Kyros sono ancora alle prese con i giocattoli giganti che continuano a rialzarsi nonostante vengano ripetutamente colpiti. Gli scontri tra l'armata del Colosseo e i membri del Clan Donquijote proseguono e Gladius si accorge del passaggio di Robin, Rebecca e Bartolomeo; attaccandoli con i suoi poteri, fa precipitare al terzo livello i due pirati, che affidano alla gladiatrice il compito di dirigersi al campo di girasoli con le chiavi delle manette di Law. I due si ricongiungono, quindi, a Rufy e gli altri dicendo loro di proseguire mentre si occuperanno di Gladius e dei giocattoli giganti. |                   |                   |
| 695 | Costi quel che costi! Luffy, la carta vincente 「命かけて! ルフィは勝利の切り札」 - Inochi kakete! Rufi wa shōri no kirifuda – "Rischiare la vita! Rufy è la carta vincente per la vittoria" | 31 maggio 2015    | 10 ottobre 2023   |
| 695 | Rebecca, Leo e Cub raggiungono il campo di girasoli: mentre i due nani vanno a salvare Manshelly, la gladiatrice rimane ad aspettare Rufy e Law, venendo però sorpresa da Diamante, a difesa del quarto livello. Al livello inferiore, Bartolomeo crea con i suoi poteri una rampa di scale grazie alla quale Kyros, Law e Rufy si dirigono al campo di girasoli; Cavendish decide di rimanere indietro con Robin e Bartolomeo volendo vendicare il suo cavallo Farul, ferito dai giocattoli giganti. Nel frattempo, mentre lo scontro fra Sabo e Fujitora entra nel vivo, Robin afferma di concordare con la decisione di Bartolomeo per fare proseguire Rufy poiché è la carta vincente su cui scommettere per la vittoria finale. |                   |                   |
| 696 | Rebecca e Kyros - Finalmente insieme! 「涙の再会 レベッカとキュロス！」 - Namida no saikai - Rebekka to Kyurosu! – "Una riunione in lacrime - Rebecca e Kyros!" | 7 giugno 2015     | 10 ottobre 2023   |
| 696 | Al campo di girasoli, Rebecca è salvata dal tempestivo intervento di Kyros che inizia ad affrontare Diamante anche per difendere a ogni costo la figlia. Nel frattempo, Rufy e Law li raggiungono, recuperano la chiave da Rebecca e, una volta libero, Law teletrasporta entrambi all'ingresso del palazzo reale. Sugar, allertata dal loro arrivo, si dirige verso di loro decisa a vendicarsi per aver perso tutti i giocattoli creati nei precedenti dieci anni. |                   |                   |
| 697 | Un colpo da cecchino - L'uomo che salverà Dressrosa 「一撃必殺! ドレスローザを救う男」 - Ichigeki-hissatsu! Doresurōza o sukū otoko – "Un colpo letale! L'uomo che salverà Dressrosa" | 14 giugno 2015    | 17 ottobre 2023   |
| 697 | Mentre Riku, Lepanto, Kin'emon e Kanjuro tentano di trattenere i cittadini ormai giunti sull'altopiano, Usop cerca di mirare con un proiettile a lunga gittata Sugar, la quale sta avvicinando Rufy e Law per trasformarli in giocattoli. Mentre Viola gli fornisce informazioni sulla posizione dei tre, Usop, risvegliando l'Ambizione Kenbun-shoku, riesce a far svenire di nuovo la bambina. Rufy e Law proseguono arrivando finalmente al cospetto di Do Flamingo. |                   |                   |
| 698 | Esplode la rabbia - Il piano segreto di Luffy e Law 「怒り爆発 ルフィ・ロー最強の秘策」 - Ikari bakuhatsu - Rufi Rō saikyō no hisaku – "Esplosione di rabbia - Il piano segreto finale di Rufy e Law" | 21 giugno 2015    | 17 ottobre 2023   |
| 698 | I giocattoli giganti tornano umani mostrando di essere composti da più persone; intanto, al palazzo reale, Do Flamingo crea un clone di fili e controlla il corpo ferito di Bellamy facendoli combattere rispettivamente contro Law e Rufy. Mentre in tutta Dressrosa continuano i combattimenti fra la ciurma di Cappello di Paglia e i suoi alleati contro il Clan di Donquijote e i suoi ufficiali, Rufy, che si rifiuta di colpire Bellamy, mette subito in atto il piano suggeritogli da Law: grazie ai poteri di quest'ultimo, Rufy riesce a colpire in pieno Do Flamingo e l'altro taglia in pezzi Trébol. |                   |                   |
| 699 | Una nobile stirpe - La vera storia di Do Flamingo! 「気高き一族 ドフラミンゴの正体!」 - Kedakaki ichizoku - Dofuramingo no shōtai! – "Famiglia nobile - La vera identità di Do Flamingo!" | 28 giugno 2015    | 24 ottobre 2023   |
| 699 | Riku riesce a far desistere i cittadini che li hanno catturati e, assieme a Fujitora, dichiara di volere scommettere su Rufy per la salvezza di Dressrosa. Intanto Law cerca di infliggere il colpo di grazia a Trébol, ma viene fermato da Do Flamingo che, con l'aiuto del suo clone, contrattacca infliggendo un duro colpo a Law e successivamente a Rufy. Do Flamingo afferma quindi di essere nato come Drago Celeste: il padre, tuttavia, rinunciò al suo titolo per vivere tra la gente comune che, però, non li accettò mai; all'età di dieci anni, Do Flamingo lo uccise e portò la sua testa ai Draghi Celesti per riavere il suo rango, ma anche questi lo cacciarono. Fu a questo punto che decise che avrebbe portato il caos nel mondo. |                   |                   |
| 700 | Ope Ope - Il segreto del frutto del diavolo definitivo! 「究極の力 オペオペの実の秘密!」 - Kyūkyoku no chikara - Ope Ope no mi no himitsu! – "Potere assoluto - Il segreto del frutto Ope Ope!" | 5 luglio 2015     | 24 ottobre 2023   |
| 700 | Mentre in tutta Dressrosa il caos raggiunge livelli sempre più drammatici, Do Flamingo spiega a Law che nonostante la cacciata da Marijoa i Nobili mondiali gli hanno concesso di raggiungere il potere che possiede perché è a conoscenza del loro tesoro nazionale, che potrebbe sconvolgere il mondo; afferma, inoltre, di volere il suo frutto del diavolo poiché una delle capacità dell'Ope Ope è quella di poter donare la vita eterna a una persona in cambio di quella dell'utilizzatore della tecnica. Mentre i due ricominciano a combattere, Rufy affronta il clone di fili e Bellamy mentre poco dopo parte un flashback ambientato sedici anni prima, quando Law, prossimo alla morte a causa di una malattia, chiese di poter entrare nella ciurma di Do Flamingo e conobbe il fratello minore di quest'ultimo, Corazòn. |                   |                   |
| 701 | Tristi ricordi - Law, il ragazzo della città bianca! 「悲しき記憶 白い町の少年ロー!」 - Kanashiki kioku - Shiroi machi no shōnen Rō! – "Tristi ricordi - Law, il ragazzo della città bianca!" | 12 luglio 2015    | 31 ottobre 2023   |
| 701 | Dopo essere stato malmenato da Corazòn per una settimana, la ciurma di Do Flamingo scoprì che Law era affetto dalla malattia del piombo ambrato. Gli ufficiali del Clan, durante una missione, narrarono a Baby 5 la storia di Flevance, una città particolarmente prospera grazie al materiale noto come piombo ambrato: qui il pirata nacque, figlio di due medici. Quando la gente cominciò a contrarre una strana malattia, si scoprì tuttavia che il piombo ambrato era tossico e che il continuo contatto con il materiale aveva progressivamente diminuito l'aspettativa di vita di generazione in generazione. La città venne posta in quarantena per paura del contagio e gli abitanti, disperati, ricorsero alla violenza facendo scoppiare una guerra, durante la quale Law perse tutta la sua famiglia e i suoi amici, ma riuscì a salvarsi nascondendosi sotto una pila di cadaveri. Law, intanto, furibondo con Corazòn, lo pugnalò alla schiena venendo, tuttavia, visto da Buffalo. |                   |                   |
| 702 | Do Flamingo! Il tragico passato del drago celeste 「天竜人! ドフィの壮絶なる過去」 - Tenryūbito! Dofi no sōzetsunaru kako – "Un Drago Celeste! Il passato burrascoso di Doffy" | 19 luglio 2015    | 31 ottobre 2023   |
| 702 | Trentatré anni prima degli eventi attuali, Donquijote Homing, padre di Do Flamingo e di suo fratello Rosinante (il futuro Corazòn), decise di rinunciare al suo titolo di Drago Celeste per vivere fra la gente comune. Questi, tuttavia, diedero loro la caccia per vendicarsi dei soprusi subiti negli anni dai Nobili mondiali; questi altri rifiutarono di riaccogliere la famiglia Donquijote, così la madre di Do Flamingo si ammalò e morì, mentre gli altri tre membri della famiglia vennero catturati e torturati. Do Flamingo, che era sempre stato contrario a questa scelta, cominciò, quindi, a provare un odio virulento per Homing. Sedici anni prima degli eventi attuali, Corazòn sopravvisse all'attacco di Law e per di più lo coprì non rivelando niente al fratello. Do Flamingo accolse Law nella ciurma e venne addestrato dagli altri membri fino a che, due anni dopo, Law rivelò a Buffalo e Baby 5 il suo vero nome: Trafalgar D. Water Law. Corazòn lo sentì e, dopo averlo portato in disparte, gli disse preoccupato di stare il più lontano possibile da suo fratello. |                   |                   |
| 703 | Law e Corazon - Storia di un lungo viaggio 「苦難の道 ローとコラソン命の旅」 - Kunan no michi - Rō to Korason inochi no tabi – "Un percorso difficile - Il cammino della vita di Law e Corazon" | 2 agosto 2015     | 7 novembre 2023   |
| 703 | Corazòn rivelò a Law che coloro che possiedono la D. nel nome sono nemici naturali dei Nobili mondiali; il bambino, tuttavia, non lo ascoltò e minacciò di rivelare le sue menzogne, ma, alla fine, non lo fece per ripagarlo del suo silenzio di due anni prima. In seguito, Corazòn rapì Law e si allontanarono dalla ciurma per cercare una cura per il bambino: quest'ultimo scoprì che Rosinante era un agente sotto copertura agli ordini dell'allora ammiraglio Sengoku, determinato a fermare la follia del fratello. Law e Corazòn passarono i successivi sei mesi alla ricerca di un medico in grado di curare il bambino, ma tutti i dottori erano terrorizzati dalla sindrome del piombo ambrato. Una sera Law sentì Corazòn piangere per lui provando compassione per la sua condizione e, da quel momento, il bambino cominciò a rispettarlo davvero e a chiamarlo Cora-san. |                   |                   |
| 704 | Un solo obiettivo! Rubare il frutto Ope Ope! 「時迫る オペオペの実を奪え!」 - Toki semaru - Ope Ope no mi o ubae! – "L'ora si avvicina - Ruba il frutto Ope Ope!" | 9 agosto 2015     | 7 novembre 2023   |
| 704 | Do Flamingo chiamò Corazòn e gli ordinò di ricongiungersi alla ciurma, rivelandogli di aver scoperto che il frutto Ope Ope sarebbe stato venduto da un pirata alla Marina e che intendeva rubarlo per farlo mangiare al fratello. Gioendo per avere trovato il modo per guarire Law, Rosinante chiamò Sengoku facendosi dare i dettagli dello scambio e avvertendolo che Do Flamingo intendeva rubare il frutto, promettendogli di fornirgli anche la lista dei nomi di coloro che facevano affari con lui. Le condizioni di Law peggiorarono improvvisamente e i due si diressero sull'isola Minion dove il pirata Diez Barrels attendeva con la sua ciurma il momento dello scambio con la Marina. Grazie al suo potere di eliminare i suoni, Corazòn s'infiltrò nella base dei pirati e sottrasse il frutto Ope Ope a Diez Barrels, fuggendo poi verso Law. Durante la ritirata, tuttavia, inciampò e venne accerchiato dai pirati. |                   |                   |
| 705 | Ricordami così - Il sorriso di Corazon! 「覚悟の時 コラソン別れの笑顔!」 - Kakugo no toki - Korason wakare no egao! – "Un momento di risoluzione - Il sorriso d'addio di Corazon!" | 16 agosto 2015    | 14 novembre 2023  |
| 705 | Riuscito a tornare da Law, Corazòn gli fece mangiare il frutto Ope Ope che gli avrebbe permesso di guarire. Ferito durante la fuga, Rosinante chiese a Law di consegnare alla Marina una relazione con tutte le informazioni e i piani di Do Flamingo raccolti; sfortunatamente il ragazzino si imbatté in Vergo, infiltrato nella Marina su ordine di Do Flamingo, il quale strappò la missiva e cominciò a picchiare brutalmente entrambi avendo scoperto che era una spia della Marina. Vergo informò quindi Do Flamingo dell'accaduto e quest'ultimo racchiuse l'isola di Minion in una "gabbia per uccelli" per impedire la fuga. Approfittando della distrazione di Vergo, Corazòn sfuggì al marine, rifugiandosi in una casa e giurando che avrebbe dato la vita per proteggere Law fino alla morte. |                   |                   |
| 706 | Corazon - Il sacrificio di un uomo gentile! 「行けロー 優しき男最期の戦い!」 - Ike Rō - Yasashiki otoko saigo no tatakai! – "Vai, Law - La battaglia finale di un uomo di buon cuore!" | 23 agosto 2015    | 14 novembre 2023  |
| 706 | Furioso per avere perso il frutto Ope Ope, Do Flamingo uccise Barrels mentre suo figlio, X Drake, trovandosi fuori dalla gabbia venne portato in salvo dalla Marina. Rosinante, dopo avere nascosto Law in un baule e aver eliminato i suoni da egli prodotti con i suoi poteri, si consegnò al fratello; a questi rivelò di essere un marine e di aver fatto mangiare il frutto Ope Ope a Law per salvarlo e per sottrarlo alla sua influenza. Do Flamingo, accecato dall'ira per il tradimento, gli sparò lasciandolo moribondo per poi andarsene con la sua ciurma che venne, tuttavia, intercettata dalla nave da guerra del vice ammiraglio Tsuru. Law ne approfittò e fuggì grazie all'ultimo sforzo di Rosinante che lo mantenne silenzioso. |                   |                   |
| 707 | Injection Shot! Verso la libertá 「自由へ! ロー注射ショット炸裂」 - Jiyū e! Rō Injekushon Shotto sakuretsu – "Per la libertà! Law scatena l'Injection Shot" | 30 agosto 2015    | 21 novembre 2023  |
| 707 | Nel presente, gli scontri in tutta Dressrosa continuano in tutta la loro violenza e Viola spiega ai presenti sull'altopiano le dinamiche degli scontri. Law rivela a Do Flamingo che anche lui possiede la "D." come Rufy e di essere lì per esaudire la volontà di Rosinante di fermare il fratello. Mentre Trébol si ricompone, Law colpisce Do Flamingo con l'Injection Shot. |                   |                   |
| 708 | Scontro furioso - Law vs Do Flamingo 「熱き闘い ローVSドフラミンゴ」 - Atsuki tatakai - Rō VS Dofuramingo – "Un'accesa battaglia - Law contro Do Flamingo" | 6 settembre 2015  | 21 novembre 2023  |
| 708 | Law continua a combattere Do Flamingo mentre Rufy è ancora impegnato con il clone di fili e Bellamy. Nel frattempo, Zoro prosegue nel suo combattimento con Pica grazie anche all'aiuto di Orlumbus. Do Flamingo riesce a immobilizzare Law e, dopo un breve discorso, gli amputa il braccio destro ed estrae una pistola per finirlo. Intanto, Rufy riesce finalmente a sconfiggere il clone di fili. |                   |                   |
| 709 | Hajrudin - L'orgoglio del gigante 「幹部決戦 誇り高きハイルディン」 - Kanbu kessen - Hokori takaki Hairudin – "Una battaglia decisiva contro gli ufficiali - L'orgoglioso Hajrudin" | 13 settembre 2015 | 28 novembre 2023  |
| 709 | Do Flamingo libera Bellamy dal suo controllo, ma quest'ultimo decide ugualmente di attaccare Rufy con la stessa mossa che aveva usato a Jaya. Nel frattempo, Baby 5 fraintende le espressioni di Sai e si dice disposta ad abbandonare tutto per lui. Intanto, Machvise abbatte Hajrudin e si prepara ad attaccare Zoro, ma il gigante, con le ultime forze rimaste, si rialza e riesce a colpirlo facendolo schiantare in alto contro la gabbia, sconfiggendolo. Hajrudin stremato si accascia e Zoro sorridendo commenta che si può riposare e che quando si sveglierà la gabbia sarà scomparsa. |                   |                   |
| 710 | Scontro d'amore - Sai vs Baby 5 「愛の決戦 新棟梁サイVSベビー5」 - Ai no kessen - Shin tōryō Sai VS Bebī 5 – "Battaglia d'amore - Il nuovo capo Sai contro Baby 5" | 20 settembre 2015 | 28 novembre 2023  |
| 710 | Mentre lo scontro fra Lao e Chinjao prosegue, Sai respinge la proposta di matrimonio di Baby 5 anche perché è promesso sposo a un'altra donna. La ragazza, abbandonata da bambina dalla madre, gli chiede come possa essergli utile e Sai, quasi per scherzo, le chiede di uccidersi. Baby 5 non esita a puntarsi una pistola alla tempia, ma Sai decide di salvarla: questo scatena l'ira di Don Chinjao che cerca di eliminare entrambi. Sai contrasta l'attacco risvegliando il suo Bachong Quan e il nonno, commosso, lo dichiara nuovo capo della Marina Happo. Lao G, con un attacco a sorpresa, mette fuori causa l'anziano pirata, ma, alla fine, viene sconfitto da Sai che decide inoltre di prendere in moglie Baby 5. |                   |                   |
| 711 | La scelta di Bellamy - L'ultima sfida! 「男の意地 ベラミー最期の突撃!」 - Otoko no iji - Beramī saigo no totsugeki! – "L'orgoglio di un uomo - L'ultimo assalto di Bellamy!" | 27 settembre 2015 | 5 dicembre 2023   |
| 711 | Kyros, affrontando Diamante, si trova in difficoltà dovendo anche proteggere Rebecca mentre Zoro rifiuta l'aiuto di Elizabello contro Pica. Rufy continua a cercare di convincere Bellamy a desistere ma i princìpi di questi non glielo permettono. Intanto, Do Flamingo e Trébol continuano a infierire su Law. Gladius, nel frattempo, fa esplodere tutto il suolo del piano su cui si trova mentre Cavendish cerca di rifugiarsi dietro la barriera di Bartolomeo. |                   |                   |
| 712 | La furia di Cavendish - Cavallo Bianco vs Dellinger 「疾風怒濤 ハクバVSデリンジャー」 - Shippūdotō - Hakuba VS Derinjā – "Tempesta e tensione - Cavallo Bianco contro Dellinger" | 4 ottobre 2015    | 5 dicembre 2023   |
| 712 | Bartolomeo salva Cavendish dall'esplosione con la sua barriera; Dellinger, arrivato sul piano, sconfigge Ideo che lo inseguiva, ma quando poi cerca di raggiungere Gladius viene sconfitto fulmineamente con i suoi sottoposti da Cavallo Bianco, risvegliatosi con il sonno di Cavendish. Cavallo Bianco tenta invano di attaccare Bartolomeo, protetto dietro la sua barriera, quindi, si lancia contro Robin che, tuttavia, riesce a immobilizzarlo con i suoi poteri. |                   |                   |
| 713 | Il divino pugno d'ossequio - Bartolomeo in azione! 「バリバリ オマージュ神拳発動!」 - Bari Bari - Omāju shinken hatsudō! – "Barri Barri - Il pugno omaggio del dio colpisce!" | 11 ottobre 2015   | 12 dicembre 2023  |
| 713 | Stretto nella morsa di Robin, Cavendish tenta di controllare la furia di Cavallo Bianco. Gladius ne approfitta per tentare di far esplodere la parete rocciosa su cui si trovano, ma Bartolomeo si lancia contro di lui per fermarlo; il sottoposto di Do Flamingo, allora, gonfia il suo stesso corpo minacciando Robin e Cavendish con gli aculei velenosi che nasconde tra i capelli e Bartolomeo, per salvarli, si chiude in una barriera con lui accoltellandolo. Gladius, tuttavia, sopravvive e solo Cavendish, "dividendosi a metà il corpo" con Cavallo Bianco, riesce a portare Robin al campo di girasoli evitando la detonazione. Bartolomeo, intanto, sconfigge Gladius con un attacco in onore di Rufy mentre Robin interviene in aiuto di Rebecca e Kyros contro Diamante. |                   |                   |
| 714 | Le lacrime della principessa - Salvare Manshelly! 「癒しの姫 マンシェリーを救え!」 - Iyashi no hime - Mansherī o sukue! – "La principessa della guarigione - Salvare Manshelly!" | 18 ottobre 2015   | 12 dicembre 2023  |
| 714 | Kyros può finalmente combattere al massimo contro Diamante perché ci penserà Robin a proteggere Rebecca. Intanto, Jora fa radunare gli ufficiali del Clan sconfitti, intendendo usare il potere curativo del frutto Cura Cura ingerito dalla principessa Manshelly. Fortunatamente, Leo e Kab giungono in tempo per fermare Jora, sconfiggendola e salvando Manshelly. |                   |                   |
| 715 | Duello tra uomini - Il passato di Señor 「男の決闘 セニュール愛の挽歌」 - Otoko no kettō - Senyūru ai no banka – "Resa dei conti fra uomini - Il requiem d'amore di Señor" | 25 ottobre 2015   | 19 dicembre 2023  |
| 715 | Mentre Leo e Kab portano via la principessa Manshelly, Jora tenta senza successo di avvertire Do Flamingo, svenendo per le ferite. Intanto, dopo una serie di scambi di colpi, Senor Pink usa il suo attacco più forte contro Franky senza, tuttavia, riuscire a sconfiggerlo. Il cyborg, infatti, si rialza e colpisce l'avversario con una raffica di pugni. Mentre viene colpito, Senor Pink ricorda la moglie Russian e il figlio Gimlet: dopo che quest'ultimo morì per una febbre, la moglie scoprì che Senor Pink aveva mentito sulla sua professione e scappò di casa, fu coinvolta in una frana e rimase in stato vegetativo. Dopo diverso tempo, Senor Pink scoprì che travestendosi da neonato poteva far tornare la moglie a sorridere. |                   |                   |
| 716 | Polvere di stelle - Il feroce attacco di Diamante 「死の星屑 ディアマンテ猛攻の嵐」 - Desu Enhanbure - Diamante mōkō no arashi – "Death Enjambre - La tempesta di feroci attacchi di Diamante" | 1º novembre 2015  | 19 dicembre 2023  |
| 716 | Senor Pink cominciò a vestirsi sempre da neonato, incurante dei giudizi altrui, per fare sorridere la moglie. Al presente, Franky lo sconfigge e, prima di svenire per la stanchezza dovuta allo scontro, esorta i nani presenti di distruggere la fabbrica di Smile. Al campo di girasoli, Diamante riversa su Kyros, Robin e Rebecca una pioggia di sfere metalliche chiodate; mentre Robin protegge sé stessa e Rebecca utilizzando i suoi poteri, Kyros respinge le palle chiodate con la propria spada e attacca l'avversario, venendo tuttavia colpito da un proiettile alla gamba. Il gladiatore però si rialza e, dopo aver ricordato a Rebecca di non doversi macchiare di sangue per rispettare la volontà di sua madre, si scaglia nuovamente verso Diamante. |                   |                   |
| 717 | Trueno Bastard! La rabbia di Kyros! 「雷の破壊剣! キュロス怒りの一撃!」 - Turueno Basutādo! Kyurosu ikari no ichigeki! – "Trueno Bastard! Il colpo di rabbia di Kyros!" | 8 novembre 2015   | 26 dicembre 2023  |
| 717 | Nonostante le numerose ferite Kyros, spinto dalla forza di volontà, riesce infine a sconfiggere Diamante. Viola comunica a chi si trova sull'altopiano delle ripetute sconfitte del Clan di Donquijote e re Riku si appresta a scendere in città per proteggere gli abitanti e cercare di riportare la pace, seguito da alcuni cittadini. Nel frattempo, Zoro continua a combattere contro Pica, il quale, a un certo punto, decide di raggiungere il campo di girasoli e constata la sconfitta di Diamante con sdegno. |                   |                   |
| 718 | Avanzata a sorpresa - L'attacco di Pica! 「大地横断 巨像ピーカ奇襲作戦!」 - Daichi ōdan - Kyozō Pīka kishū sakusen! – "Spostamento attraverso la terra - La manovra a sorpresa della statua gigante di Pica!" | 15 novembre 2015  | 26 dicembre 2023  |
| 718 | Pica ha da Rebecca e Kyros l'ennesima prova di fedeltà a Riku e, infastidito dal volere della maggior parte delle persone di spodestare Do Flamingo, si dirige verso i livelli più bassi colpendo i combattenti feriti. Zoro lo insegue, ma l'ufficiale scompare di nuovo nel terreno e riprende il possesso della statua gigante, dirigendosi verso l'altopiano per uccidere il re. Zoro, resosi conto di essere finito in una trappola, escogita un piano per fermare l'avversario. |                   |                   |
| 719 | Scontro aereo - La nuova tecnica di Zoro! 「空中決戦 ゾロ新必殺奥義炸裂!」 - Kūchū kessen - Zoro shin hissatsu ōgi sakuretsu! – "Battaglia aerea - Esplode la nuova tecnica mortale segreta di Zoro!" | 22 novembre 2015  | 9 settembre 2024  |
| 719 | Mentre Pica si prepara a distruggere l'altopiano e schiacciare tutti i suoi occupanti, Zoro si fa lanciare da Orlumbus verso Pica tagliandolo a metà prima che sferri il colpo. Subito dopo, continua a tagliare la pietra mantenendolo in aria per impedirgli di sfuggire fino a costringerlo a uscire allo scoperto. Pica, quindi, lo affronta direttamente, ma Zoro lo sconfigge con un possente colpo. Quando i detriti della statua stanno per precipitare sull'altopiano, Elizabello usa il King Punch per spazzarli via. |                   |                   |
| 720 | Bellamy! La mossa finale! 「あばよ! ベラミー別れの一撃!」 - Abayo! Beramī wakare no ichigeki! – "Ci vediamo dopo! Il colpo d'addio di Bellamy!" | 29 novembre 2015  | 9 settembre 2024  |
| 720 | Mentre Koala, infiltratasi nel palazzo, chiede a Sabo di portare aiuto a Rufy, Zoro raggiunge Usop e gli altri sull'altopiano. Leo, Kabu e Manshelly raggiungono Kyros, Robin e Rebecca mentre Rufy è ancora alle prese con Bellamy: questi, dopo avere capito di ammirarlo, decide di sferrare un ultimo attacco, ma Rufy lo sconfigge con un singolo pugno come a Jaya. Intanto, Do Flamingo commenta divertito la morte di Law. |                   |                   |
| 721 | Il destino di Law - Luffy all'attacco! 「ロー死す ルフィ憤怒の猛攻撃!」 - Rō shisu - Rufi fundo no mōkōgeki! – "Muore Law - Il feroce assalto di rabbia di Rufy!" | 6 dicembre 2015   | 16 settembre 2024 |
| 721 | Alcuni minuti prima che Rufy sconfigga Bellamy, Law viene sconfitto da Trébol e Do Flamingo; quest'ultimo finisce per crivellare il corpo di proiettili infuriato per le sue continue ribellioni, apparentemente uccidendolo. Nel frattempo, mentre Re Riku scende in città con Tank Lepanto e alcuni abitanti per portare aiuto, tutti si rendono conto che la gabbia si sta restringendo. Rufy, giunto in cima al palazzo reale, comincia a combattere contro Trébol e Do Flamingo quando, a un certo punto, Law gli bisbiglia. |                   |                   |
| 722 | La lama della vendetta - L'attacco Gamma Knife! 「執念の刃 逆襲のガンマナイフ!」 - Shūnen no ha - Gyakushū no Ganma Naifu! – "Una lama di tenacia - Il contrattacco Gamma Knife!" | 13 dicembre 2015  | 16 settembre 2024 |
| 722 | Do Flamingo spiega a Rufy che la gabbia si sta stringendo e intende uccidere tutti i presenti sull'isola in quanto testimoni scomodi. Rufy si scaglia nuovamente contro Do Flamingo, ma Law prende improvvisamente il posto del compare cogliendo di sorpresa l'avversario e trafiggendolo con una lama di energia che lo distruggerà dall'interno. Poco prima che venisse crivellato di colpi infatti, Law si era scambiato con uno dei caduti senza che nessuno si accorgesse. Do Flamingo crolla a terra per il colpo subito e Law si prepara a infliggergli il colpo di grazia. |                   |                   |
| 723 | L'ambizione del re conquistatore - Luffy vs Do Flamingo 「覇気激突 ルフィVSドフラミンゴ」 - Haki gekitotsu - Rufi VS Dofuramingo – "Scontro di Ambizione - Rufy contro Do Flamingo" | 20 dicembre 2015  | 23 settembre 2024 |
| 723 | Utilizzando i suoi poteri, Do Flamingo rattoppa i propri organi interni danneggiati dal Gamma Knife di Law e si appresta a finirlo; Rufy, tuttavia, interviene e i due danno luogo a un imponente scontro di Ambizione. Trébol, intanto, ricorda il suo incontro con Do Flamingo e si dice convinto che sia un prescelto destinato a governare e non verrà sconfitto. |                   |                   |
| 724 | Trebol - Il segreto dell'invincibilità 「攻撃不能 トレーボル衝撃の秘密」 - Kōgeki funō - Torēboru shōgeki no himitsu – "Impossibile da attaccare - Lo scioccante segreto di Trébol" | 27 dicembre 2015  | 23 settembre 2024 |
| 724 | Trébol imprigiona Rufy e Law nel suo muco e rivela che lui e gli altri ufficiali sono pari a Do Flamingo avendolo trasformato nel loro re e condividendo il suo potere. Law lo provoca attirandolo nella Room e lo ferisce gravemente usando il suo braccio amputato e la spada; prima di svenire, Trébol riesce a dare fuoco al suo muco, ma Rufy trae in salvo Law e lo affida a Robin. Do Flamingo li incalza e li attacca nel tentativo di finire Law. |                   |                   |
| 725 | Vendetta - Esplode la rabbia di Luffy 「怒り爆発 おれが全部引き受ける」 - Ikari bakuhatsu - Ore ga zenbu hikiukeru – "Erutta la rabbia - Ho intenzione di prendere tutto su di me" | 10 gennaio 2016   | 30 settembre 2024 |
| 725 | Cavendish para l'attacco di Do Flamingo e Rufy gli affida la salvezza dei suoi amici. Bartolomeo crea una scala con le sue barriere per far raggiungere loro il secondo livello, ma Law è deciso a rimanere al campo di girasoli per assistere allo scontro e Cavendish decide di rimanere al suo fianco. Intanto, Rufy continua a combattere contro Do Flamingo che lo avvisa del fatto che la gabbia per uccelli si chiuderà completamente entro un'ora. Messo alle strette, Rufy decide di attivare il Gear Fourth. |                   |                   |
| 726 | Gear Fourth! Boundman! 「ギア4! 驚異のバウンドマン!」 - Gia 4! Kyōi no baundoman! – "Gear Fourth! Il fenomenale uomo-rimbalzo!" | 17 gennaio 2016   | 30 settembre 2024 |
| 726 | Mentre la gabbia continua a restringersi portando distruzione, Zoro con Kin'emon e Kanjuro si dirige verso di essa nel tentativo di fermarla. Nel frattempo, Rufy sfodera la nuova tecnica del Gear Fourth, aumentando sensibilmente le sue capacità e dimostrando una netta superiorità su Do Flamingo. |                   |                   |
| 727 | Il risveglio! Do Flamingo contrattacca! 「大逆襲! ドフラミンゴの覚醒!」 - Dai gyakushū! Dofuramingo no kakusei! – "Grande contrattacco! Il risveglio di Do Flamingo!" | 24 gennaio 2016   | 7 ottobre 2024    |
| 727 | Do Flamingo sfodera un livello superiore dell'utilizzo dei frutti del diavolo, detto "risveglio", che consente all'utilizzatore di influire anche sull'ambiente circostante: usando questo potere, Do Flamingo trasforma interi edifici in fili con cui attacca Rufy per tenerlo a bada e fargli esaurire le forze. Nel frattempo, i cittadini sembrano arrendersi all'inevitabile, ma, dopo che re Riku rivolge loro un accorato appello alla sopravvivenza, tutti riprendono a lottare per la vita e ad aiutarsi l'un l'altro confidando in Rufy. |                   |                   |
| 728 | Il Leo Bazooka! Attacco di Luffy alla massima potenza 「ルフィ! 渾身の獅子バズーカ!」 - Rufi! Konshin no Reo Bazūka! – "Rufy! Il Leo Bazooka a tutto campo!" | 31 gennaio 2016   | 7 ottobre 2024    |
| 728 | Rufy supera le difese di Do Flamingo e gli sferra un potente colpo facendolo schiantare sulla parete rocciosa dell'altopiano. La popolazione festeggia la vittoria contro Do Flamingo, ma Rufy e Law si rendono conto che la gabbia è ancora integra e che, quindi, il nemico non è sconfitto. Rufy si scaglia verso questi per dargli il colpo di grazia, ma esaurisce le forze e cade esausto a terra. Burgess, che ha assistito al combattimento dall'altopiano, si lancia esultante verso Rufy con l'intenzione di ucciderlo e rubargli il frutto Gom Gom. Do Flamingo, intanto, si riprende scatenando il terrore fra la popolazione. |                   |                   |
| 729 | Proteggere Luffy - La vampata del re dei draghi! 「火炎竜王 ルフィの命を守りぬけ」 - Kaen Ryūō - Rufi no inochi o mamorinuke – "Re Drago Fiammeggiante - Proteggere la vita di Rufy" | 14 febbraio 2016  | 14 ottobre 2024   |
| 729 | Gats soccorre Rufy e questi gli dice che ha bisogno di dieci minuti per riprendersi e poi sconfiggerà Do Flamingo. Mentre Gats si carica in spalla Rufy e comincia a scappare, i combattenti del Colosseo che in principio avevano tentato di catturare coloro che avevano una taglia decidono di fare ammenda e si scontrano con Do Flamingo per rallentarlo. Burgess appare improvvisamente per uccidere Rufy, ma Sabo interviene per difenderlo e inizia uno scontro con il membro della ciurma di Barbanera. Intanto, Do Flamingo sbaraglia i gladiatori e avanza verso Rufy e Gats. |                   |                   |
| 730 | Le lacrime di Manshelly - Salvare Dressrosa! 「奇跡の涙 マンシェリーの戦い!」 - Kiseki no namida - Mansherī no tatakai! – "Le lacrime del miracolo - La battaglia di Manshelly!" | 21 febbraio 2016  | 14 ottobre 2024   |
| 730 | Manshelly, grazie ai suoi poteri, restituisce temporaneamente le forze ai combattenti del Colosseo e ai cittadini in fuga dalla gabbia; Zoro, Franky, i samurai, i Tontatta e tutti gli altri combattenti del Colosseo decidono di opporsi a spinta all'avanzata della gabbia, nonostante Do Flamingo ne acceleri la velocità di restringimento. Intanto, Law raggiunge Gats dicendo di volersi occupare di Rufy, quando ormai mancano pochi minuti alla distruzione dell'isola da parte della gabbia. |                   |                   |
| 731 | Fino all'ultimo respiro. Fermare la gabbia per uccelli! 「命の限り 死の鳥カゴを止めろ!」 - Inochi no kagiri - Shi no tori kago o tomero! – "Fino all'ultimo respiro - Fermare la Gabbia per uccelli della morte!" | 28 febbraio 2016  | 21 ottobre 2024   |
| 731 | Dopo essersi liberato dei combattenti del Colosseo che volevano fermarlo, Do Flamingo viene affrontato da Viola che, poco dopo, viene raggiunta da Rebecca. Nel frattempo, alcuni abitanti e la Marina si uniscono a Zoro e agli altri riuscendo, anche se solo per pochi secondi, a fermare la gabbia. Do Flamingo, intanto, con i suoi poteri immobilizza Viola e controlla Rebecca nel tentativo di farle uccidere la zia quando mancano sessanta secondi sia alla chiusura della Gabbia che al recupero di Rufy. |                   |                   |
| 732 | Vivere o morire - Inizia il conto alla rovescia 「生か死か 運命のカウントダウン」 - Seika shika - Unmei no kauntodaun – "Vita o morte - Il conto alla rovescia del destino" | 6 marzo 2016      | 21 ottobre 2024   |
| 732 | Gats, tramite un lumacofono altoparlante, si rivolge alla popolazione rivelando che il gladiatore Lucy e Rufy sono la stessa persona e che devono avere fiducia in lui. Do Flamingo lo trafigge con i suoi fili mentre Rufy finalmente si riprende; quando Rebecca sta per colpire Viola, grazie ai poteri di Law, Rufy prende il posto di quest'ultima, ormai pronto a sconfiggere Do Flamingo. |                   |                   |
| 733 | King Kong Gun - L'ira di Luffy nel cielo 「天を討つ ルフィ怒りの大猿王銃 (キングコングガン)」 - Ten o utsu - Rufi ikari no Kingu Kongu Gan – "Squarciare il cielo - Il King Kong Gun della rabbia di Rufy" | 20 marzo 2016     | 28 ottobre 2024   |
| 733 | Do Flamingo colpisce Rufy e comincia a controllarlo con i suoi fili, ma questi, con le ultime forze rimaste, attiva di nuovo il Gear Fourth liberandosi da essi. Alzatosi poi verso l'alto, scaglia un possente colpo aereo contro l'avversario che cerca di contrastarlo con un altro attacco. Rufy ha la meglio e colpisce in pieno Do Flamingo sconfiggendolo. |                   |                   |
| 734 | Verso la libertà! - La gioia di Dressrosa! 「自由へ!喜びのドレスローザ!」 - Jiyū e! Yorokobi no Doresurōza! – "Per la libertà! Dressrosa felicissima!" | 27 marzo 2016     | 28 ottobre 2024   |
| 734 | Sconfitto Do Flamingo, la gabbia per uccelli scompare e Gats annuncia agli abitanti la vittoria di Rufy. Il popolo rievoca i brutti momenti passati sotto la tirannia di Do Flamingo piangendo di gioia: finalmente, dopo dieci anni, Dressrosa è di nuovo libera. |                   |                   |
| 735 | Fujitora - Una scelta senza precedenti! 「前代未聞 大将藤虎衝撃の決断!」 - Zendaimimon Taishō - Fujitora shōgeki no ketsudan! – "Senza precedenti - La decisione scioccante dell'Ammiraglio Fujitora!" | 3 aprile 2016     | 4 novembre 2024   |
| 735 | Sabo sconfigge definitivamente Burgess nonostante i suoi inganni e si ricongiunge agli altri rivoluzionari. Nel frattempo, la Marina arresta tutti i componenti del Clan di Do Flamingo. Tramite una lumacamera, il vice ammiraglio Maynard informa allora le isole vicine a Dressrosa su quanto accaduto mentre il popolo implora re Riku di tornare a regnare sull'isola; alla richiesta si aggiunge anche Fujitora che, sempre videotrasmesso alle isole vicine, si assume la responsabilità delle malefatte di Do Flamingo e si prostra a terra con i suoi uomini chiedendo perdono in nome del Governo mondiale. L'avvenimento provoca scalpore e le notizie fanno rapidamente il giro del mondo. |                   |                   |
| 736 | Il mondo trema - La generazione peggiore! 「激震走る 動き出す最悪の世代!」 - Gekishin hashiru - Ugokidasu saiaku no sedai! – "Il mondo trema - La generazione peggiore avanza!" | 10 aprile 2016    | 4 novembre 2024   |
| 736 | Kyros ringrazia i nani e scioglie l'armata anti-Do Flamingo incoraggiandoli a riportare Dressrosa allo splendore di un tempo. A Marijoa il Grandammiraglio Akainu sta discutendo con i Cinque Astri di Saggezza sulla falsa notizia delle dimissioni di Do Flamingo quando vengono informati di quanto accaduto a Dressrosa; la notizia raggiunge rapidamente ogni angolo del mondo, comprese le altre supernove. Akainu chiama furibondo Fujitora per non avere insabbiato la vicenda: dopo un'accesa discussione, Akainu lo bandisce da ogni base della Marina finché non gli porterà le teste di Rufy e Law. |                   |                   |
| 737 | Sabo - La leggenda di un rivoluzionario! 「伝説誕生、革命戦士サボの冒険!」 - Densetsu tanjō - Kakumei senshi Sabo no bōken! – "La nascita di una leggenda - L'avventura di Sabo il rivoluzionario!" | 17 aprile 2016    | 11 novembre 2024  |
| 737 | I cittadini di Dressrosa cominciano la ricostruzione mentre i combattenti del Colosseo trovano riposo al palazzo reale. Nel frattempo, Law e la ciurma di Cappello di Paglia si rifugiano a casa di Kyros; lì vengono raggiunti da Sabo che racconta loro il suo legame con Ace e Rufy e la sua storia nell'Armata Rivoluzionaria. |                   |                   |
| 738 | Luffy e Sabo - Due fratelli di nuovo insieme 「兄弟の絆ルフィ・サボ再会秘話」 - Kyōdai no kizuna - Rufi Sabo saikai hiwa – "Legame fraterno - La storia della riunione di Rufy e Sabo" | 24 aprile 2016    | 11 novembre 2024  |
| 738 | Leggendo della morte di Ace durante la battaglia di Marineford, Sabo ebbe uno shock e recuperò la memoria persa dopo l'incidente che ebbe da bambino; due anni dopo si reca a Dressrosa con l'intenzione di prendere il frutto Foco Foco in possesso di Do Flamingo. Terminato il racconto, Sabo ritorna dai suoi compagni dell'armata rivoluzionaria. Intanto, Fujitora decide di non attaccare per il momento Rufy e gli altri in seguito al risultato del dado che ha lanciato. |                   |                   |
| 739 | Il più forte - Kaido delle cento bestie 「最強の生物 四皇・百獣のカイドウ」 - Saikyō no seibutsu - Yonkō hyakujū no Kaidō – "La creatura più forte - L'imperatore Kaido Signore degli Animali" | 1º maggio 2016    | 18 novembre 2024  |
| 739 | A Zo, Sanji e il resto della ciurma sono alle prese con le stranezze della nuova isola e vengono attaccati da alcuni pirati. Brook e Sanji sconfiggono facilmente quello che sembra il loro capo e gli altri fuggono dall'isola. Nel frattempo, qualcuno si getta dall'isola nel cielo dove Urouge sta riposando e precipita sull'isola dove si trovano Kidd, Hawkins e Apoo. Dal cratere formato, emerge indenne Kaido in persona che grida vendetta e annuncia l'inizio della guerra più grande mai vista. |                   |                   |
| 740 | La mossa di Fujitora - Cappello di paglia in pericolo 「藤虎動く麦わら一味完全包囲網」 - Fujitora ugoku - Mugiwara no ichimi kanzen hōimō – "Fujitora si muove - La ciurma di Cappello di Paglia completamente circondata" | 8 maggio 2016     | 18 novembre 2024  |
| 740 | Tre giorni dopo la sconfitta di Do Flamingo Tsuru e Sengoku giungono a Dressrosa per scortare il convoglio che porterà via Do Flamingo stesso; nel frattempo, la popolazione ha iniziato la ricostruzione della città, anche grazie al potere curativo di Manshelly. Intanto, Kyros fa spargere la voce secondo cui Rebecca è figlia di Scarlet e di un principe in modo da non pregiudicarne il futuro scrivendole una lettera per spiegare le sue motivazioni. Dopo avere lanciato il suo dado, Fujitora dà ordine di arrestare Rufy, Law e tutti gli altri fuorilegge presenti su Dressrosa. |                   |                   |
| 741 | Alta tensione - Il rapimento di Rebecca! 「非常事態 さらわれたレベッカ!」 - Hijou jitai - Sarawareta Rebekka! – "Uno stato d'emergenza - Rebecca è stata rapita!" | 15 maggio 2016    | 25 novembre 2024  |
| 741 | Raggiunti dagli uomini di Fujitora, Rufy e gli altri lasciano la casa di Kyros per dirigersi al porto est di Dressrosa, scortati da Bartolomeo e aiutati dagli altri combattenti del Colosseo, per raggiungere una nave; Rufy, tuttavia, abbandona il resto del gruppo e si dirige al palazzo reale per parlare con Rebecca chiedendole se è davvero d'accordo con la storia messa in circolazione da suo padre: alla risposta negativa Rufy se la carica sulle spalle e fugge con lei. |                   |                   |
| 742 | Un padre, una figlia - Kyros e Rebecca! 「父娘の絆キュロスとレベッカ!」 - Oyako no kizuna - Kyurosu to Rebekka! – "Il legame tra padre e figlia - Kyros e Rebecca!" | 22 maggio 2016    | 25 novembre 2024  |
| 742 | Rufy, con Rebecca in spalla, supera cittadini e marine e la lascia infine fuori casa di Kyros dove i due si ricongiungono e, in lacrime, si promettono di vivere insieme come una famiglia. Al porto orientale Zoro e gli altri, ancora in attesa di Rufy, vengono raggiunti da Fujitora mentre Law si ferma a parlare con Sengoku di Rosinante. |                   |                   |
| 743 | L'orgoglio di un uomo - Luffy vs Fujitora 「男の意地ルフィVS藤虎真向勝負!」 - Otoko no iji - Rufi tai Fujitora makkō shōbu! – "Spirito virile - Rufy contro Fujitora in uno scontro testa a testa!" | 29 maggio 2016    | 2 dicembre 2024   |
| 743 | Law rivela a Sengoku di avere la D. nel nome, ma questi decide di non catturarlo e gli consiglia di vivere la sua vita nel modo che preferisce, come avrebbe voluto Rosinante; Law si ricongiunge quindi con Zoro e gli altri mentre Fujitora raccoglie in aria tutti i detriti della battaglia per attaccarli. Anche Rufy giunge in quel momento e, deciso a non fuggire mai più davanti a un nemico potente, ingaggia battaglia con l'ammiraglio. |                   |                   |
| 744 | Senza via di scampo - L'inseguimento di Fujitora! 「猛攻藤虎天を覆う絶望の瓦礫!」 - Mōkō Fujitora - Ten o ōu zetsubō no gareki! – "Il feroce attacco di Fujitora - Il relitto fatale che copre il cielo!" | 5 giugno 2016     | 2 dicembre 2024   |
| 744 | Hajrudin afferra Rufy e insieme agli altri fugge da Fujitora verso le navi ancorate al porto; l'ammiraglio intende distruggere tutte le navi con i detriti raccolti, ma la popolazione di Dressrosa si riversa nel porto per impedirglielo, essendo riconoscenti a Rufy e rivelando di conoscere la verità su Kyros e i nani. Intanto i pirati si riuniscono sull'ammiraglia della Yonta Maria dove Cavendish, Bartolomeo, Sai, Ideo, Leo, Hajrudin, Orlumbus e le rispettive ciurme offrono a Rufy i loro servigi e gli chiedono di unirsi alla sua ciurma. |                   |                   |
| 745 | Il giuramento - La grande flotta di Cappello di Paglia! 「子分の盃 結成! 麦わら大船団!」 - Kobun no sakazuki kessei! Mugiwara dai sendan! – "Le tazze dei figli! La flotta di Cappello di Paglia è formata!" | 12 giugno 2016    | 2 dicembre 2024   |
| 745 | Rufy rifiuta di diventare il capo della flotta spiegando che non vuole essere il capo di nessuno, ma solo libero. Intanto, una flotta di navi di pirati che avevano bisogno di Do Flamingo attacca Rufy e gli altri, ma viene distrutta dalle macerie che Fujitora fa precipitare su di loro. Nel frattempo, i sette capitani, comprendendo la filosofia di Rufy, decidono di promettergli fedeltà e aiuto in caso di bisogno per poi iniziare un grande banchetto. Fujitora ringrazia Rufy per avere risolto le malefatte del Governo mondiale a Dressrosa mentre la flotta di Rufy si allontana. |                   |                   |
| 746 | Scontro tra i più forti - I mostri del Nuovo Mondo 「群雄割拠 荒れ狂う新世界の怪物達」 - Gun'yūkakkyo - Arekuruu Shin Sekai no kaibutsu-tachi – "Scontro fra i più forti - Gli scatenati mostri del Nuovo Mondo" | 19 giugno 2016    | 2 dicembre 2024   |
| 746 | A Dressrosa è ormai tornata la pace e il CP0, di cui si viene a sapere che è composto da ex-membri del CP9, dopo avere cercato inutilmente le armi fatte sparire dai rivoluzionari, si ritira chiedendosi quale sarà il prossimo obiettivo di Rufy. Nel frattempo, sulla nave che lo conduce a Impel Down, Do Flamingo dice a Tsuru che scoppierà un enorme conflitto per il dominio dei mari ora che non c'è più lui a trattenere i mostri del Nuovo Mondo; il convoglio della Marina viene avvistato dalla nave di Jack, sottoposto dell'imperatore Kaido, che decide di attaccare. Sulla nave di Bartolomeo diretta a Zo, quest'ultimo mostra ai membri della ciurma le loro nuove taglie e quella di Sanji riporta stranamente la dicitura "solo vivo". |                   |                   |
| 747 | Grande avventura. Luffy, Bartolomeo e la fortezza d'argento 「銀の要塞 ルフィとバルト大冒険」 - Gin no yōsai - Rufi to Baruto dai bōken – "La fortezza d'argento - La grande avventura di Rufy e Bartolomeo" | 26 giugno 2016    | 9 dicembre 2024   |
| 747 | Rufy e Bartolomeo vengono catturati durante la notte da un'alleanza di pirati che ha base su Silver Mine, un'isola vicina a Dressrosa. Il loro capo, Bill, ha riunito numerose ciurme di pirati mostrando loro come l'unione di tutti possa far cadere pirati più forti e sostiene che una volta eliminati gli avversari potranno puntare anche ai Quattro Imperatori. Quando Rufy, imprigionato in una sfera d'argento, sta per essere trasformato in una statua dai poteri di Bill, Bartolomeo giunge in suo aiuto nonostante non possa usare le sue barriere e i due fuggono dalla base nemica. Inseguiti da Desire, una vecchia amica di Bartolomeo ora al servizio di Bill, tutti e tre finiscono in una voragine e Bill sguinzaglia il suo assassino Averon per eliminarli. |                   |                   |
| 748 | I prigionieri della miniera - Luffy vs Averon 「地下迷宮 ルフィ対トロッコ人間」 - Chika meikyū - Rufi tai torokko ningen – "Un labirinto sotterraneo - Rufy contro l'uomo carrello minerario" | 3 luglio 2016     | 9 dicembre 2024   |
| 748 | Rufy, Bartolomeo e Desire si ritrovano in un'immensa miniera e vengono attaccati da Averon. Costretti alla fuga, i tre incontrano dei minatori che spiegano loro di essere ex-sottoposti di Bill costretti ai lavori forzati per aver fallito. Desire, salvata da Bill in passato, si ricrede sulla vera natura del suo salvatore. Attaccati nuovamente da Averon, Rufy e Bartolomeo riescono a liberarsi dai loro impedimenti e a sconfiggerlo facilmente. Presupponendo la sconfitta di Averon, Bill progetta di fare crollare la miniera per seppellirli vivi. |                   |                   |
| 749 | Lama incandescente - Entra in scena Zoro! 「剣技白熱 ロー・ゾロ遂に見参!」 - Kengi hakunetsu - Rō Zoro tsui ni kenzan! – "Lame incandescenti - Finalmente arrivano Law e Zoro!" | 10 luglio 2016    | 9 dicembre 2024   |
| 749 | Rufy, Bartolomeo, Desire e i minatori cercano di raggiungere la superficie ostacolati da Peseta. Grazie all'intervento di Law, che teletrasporta Kin'emon da loro, riescono a raggiungerla indenni. Quando Peseta li fronteggia apertamente, giunge Zoro che lo sconfigge rapidamente. Mentre tornano tutti verso la nave, Bill sopraggiunge sbarrando la strada a Rufy, Bartolomeo e Desire. Intanto, la nave di Bartolomeo è sotto attacco da parte degli uomini di Bill. Quest'ultimo rivela a Desire di essere il responsabile della morte delle sue compagne e di avere finto di salvarla per usarla per i suoi scopi scatenando l'ira di Rufy. |                   |                   |
| 750 | Situazione disperata - Scontro finale a Silver Mine 「絶対絶命 ルフィ極限の灼熱決戦」 - Zettai zetsumei - Rufi kyokugen no shakunetsu sensen – "Situazione disperata - Rufy alle prese con un combattimento estremamente bollente" | 17 luglio 2016    | 9 dicembre 2024   |
| 750 | Rufy mette facilmente al tappeto Bill e con Bartolomeo e Desire si dirige verso la nave. Spronato da un misterioso individuo che minaccia la perdita della protezione del "Mostro del Nuovo Mondo" Gild Tesoro, Bill ingurgita una grande quantità di minerali subendo una metamorfosi e attaccando nuovamente Rufy e gli altri. Quest'ultimo tuttavia, con l'aiuto di Bartolomeo lo sconfigge nuovamente e fugge verso la nave con gli altri mentre l'isola, a causa dei poteri scatenati da Bill, si inabissa. Desire decide di partire con le sue compagne e saluta Bartolomeo e gli altri, mentre Rufy e i suoi si dirigono verso Zo. Nel frattempo, Koala osserva preoccupata da lontano l'isola di Gild Tesoro che, dalla sua base, commenta che il divertimento sta per iniziare. |                   |                   |

## DVD

### Giappone
Gli episodi della diciassettesima stagione di One Piece sono stati pubblicati per il mercato home video nipponico in edizione DVD e Blu-ray, quattro per disco, dal 2 luglio 2014 al 7 dicembre 2016.
| N° | Data             | Dischi | Episodi | Extra | Fonte  |
| -- | ---------------- | ------ | ------- | ----- | ------ |
| 1  | 2 luglio 2014    | 1      | 629-632 | /     | [ 54 ] |
| 2  | 6 agosto 2014    | 1      | 633-636 | /     | [ 55 ] |
| 3  | 3 settembre 2014 | 1      | 637-640 | /     | [ 56 ] |
| 4  | 1º ottobre 2014  | 1      | 641-644 | /     | [ 57 ] |
| 5  | 5 novembre 2014  | 1      | 645-648 | /     | [ 58 ] |
| 6  | 3 dicembre 2014  | 1      | 649-652 | /     | [ 59 ] |
| 7  | 7 gennaio 2015   | 1      | 653-656 | /     | [ 60 ] |
| 8  | 4 febbraio 2015  | 1      | 657-660 | /     | [ 61 ] |
| 9  | 4 marzo 2015     | 1      | 661-664 | /     | [ 62 ] |
| 10 | 1º aprile 2015   | 1      | 665-668 | /     | [ 63 ] |
| 11 | 8 maggio 2015    | 1      | 669-672 | /     | [ 64 ] |
| 12 | 3 giugno 2015    | 1      | 673-676 | /     | [ 65 ] |
| 13 | 1º luglio 2015   | 1      | 677-680 | /     | [ 66 ] |
| 14 | 5 agosto 2015    | 1      | 681-684 | /     | [ 67 ] |
| 15 | 2 settembre 2015 | 1      | 685-688 | /     | [ 68 ] |
| 16 | 7 ottobre 2015   | 1      | 689-692 | /     | [ 69 ] |
| 17 | 4 novembre 2015  | 1      | 693-696 | /     | [ 70 ] |
| 18 | 4 dicembre 2015  | 1      | 697-700 | /     | [ 71 ] |
| 19 | 6 gennaio 2016   | 1      | 701-704 | /     | [ 72 ] |
| 20 | 3 febbraio 2016  | 1      | 705-708 | /     | [ 73 ] |
| 21 | 2 marzo 2016     | 1      | 709-712 | /     | [ 74 ] |
| 22 | 6 aprile 2016    | 1      | 713-716 | /     | [ 75 ] |
| 23 | 11 maggio 2016   | 1      | 717-720 | /     | [ 76 ] |
| 24 | 1º giugno 2016   | 1      | 721-724 | /     | [ 77 ] |
| 25 | 6 luglio 2016    | 1      | 725-728 | /     | [ 78 ] |
| 26 | 6 agosto 2016    | 1      | 729-732 | /     | [ 79 ] |
| 27 | 7 settembre 2016 | 1      | 733-736 | /     | [ 80 ] |
| 28 | 5 ottobre 2016   | 1      | 737-740 | /     | [ 81 ] |
| 29 | 2 novembre 2016  | 1      | 741-743 | /     | [ 82 ] |
| 30 | 7 dicembre 2016  | 1      | 744-746 | /     | [ 83 ] |